# Años 2020
El decenio de los años 2020, también conocido como década de 2020 o años 20, es la década actual. Se inició el 1 de enero de 2020 y finaliza el 31 de diciembre de 2029. La década de los años 2020 es: El decenio Internacional de las Ciencias Oceánicas para el Desarrollo Sostenible y El decenio Internacional de las Naciones Unidas sobre la Restauración de los Ecosistemas.
La década comienza con la aparición de la pandemia de COVID-19 que se origina en la ciudad china de Wuhan, que 
es la capital de la provincia de Hubei, y que se propagó por el resto de China y países del resto del mundo durante el 2020 provocando un fuerte impacto socioeconómico a nivel mundial, causando graves trastornos económicos, un colapso del mercado de valores mundial y una escasez generalizada de materiales médicos y otros bienes, además del aplazamiento o cancelación de eventos deportivos, religiosos, sociales, políticos y culturales ya que muchos países implementaron restricciones obligatorias de movimiento público.
Esta pandemia provocó hasta el 25 de septiembre de 2022 y con dos años de presencia en el mundo, más de 400 millones de casos en todo el mundo y más de 6 millones de personas fallecidas. 
Por otra parte, el asesinato del comandante militar iraní Qasem Soleimani y el líder de las milicias pro-iraníes en Irak, Abu Mahdi al-Muhandis, por parte de un dron estadounidense en el aeropuerto de Bagdad en Irak produjo el ataque con misiles por parte de Irán a bases estadounidenses en Irak como represalia, casi produciéndose un conflicto de mayor escala. Dicha operación tuvo como nombre Operación Mártir Soleimani. Además, desde octubre de 2019, con el objetivo de lograr la retirada militar extranjera de Irak y Siria, ataques de milicias pro iraníes contra objetivos e intereses civiles y militares occidentales extranjeros son llevados a cabo, sobre todo contra Estados Unidos, en ambos países.
En Estados Unidos en 2020 se desataron protestas por la muerte de George Floyd contra el gobierno de Donald Trump, quien perdería meses después las elecciones a manos de Joe Biden.
A finales de la década de 2010 y principios de la de 2020 se produjeron varias manifestaciones y revueltas antigubernamentales, incluida la continuación de las de Hong Kong contra la legislación de extradición; protestas contra ciertas respuestas locales, estatales y nacionales a la pandemia de COVID-19; otros en todo el mundo, particularmente en Estados Unidos; las protestas y huelgas en curso en Francia contra la reforma de las pensiones; una crisis política en Perú, Armenia y Tailandia; y muchos en Bielorrusia, Birmania, Sri Lanka, Irán, China y Rusia contra diversas formas de jurisdicción gubernamental, corrupción y autoritarismo; junto con disturbios ciudadanos en Estados Unidos y Brasil en un intento de anular los resultados electorales.
Tras una larga serie de manifestaciones y crisis socioeconómicas ocurridas en varios países de América Latina a finales de la década anterior, se evidenció una fuerte popularización de la derecha política en esta región del mundo que trajo consigo un declive de gobiernos de izquierda electos a comienzos de siglo.
La carrera espacial privada (conocida como «NewSpace») también se aceleró enormemente a principios de la década de 2020, con varias empresas que avanzaron en sus esfuerzos internacionales y multinacionales para privatizar los vuelos espaciales como una industria comercial. 
Las redes 5G se lanzaron en todo el mundo a principios de la década y se generalizaron en los teléfonos inteligentes, también a partir de este decenio el uso e implementación de las inteligencias artificiales en muchos campos cotidianos se incrementó enormemente, siendo ChatGPT y Midjourney algunos de los ejemplos más destacados.
Muchos conflictos que comenzaron en la década anterior continuaron en la década de 2020, como la guerra civil siria, la guerra del Donbás, la Guerra civil yemení, la Guerra en Malí y Sahel, la insurgencia en el Sinaí, el conflicto de Tigray, la Guerra civil sursudanesa y la crisis en Venezuela. Las persecuciones y genocidios que han continuado en la década de 2020 incluyen la persecución de los rohingya en Myanmar y el genocidio uigur en la región china de Xinjiang.; el conflicto en Irak, la guerra civil somalí, el conflicto de Irán contra Israel y Arabia Saudí, el conflicto de Oromo en Etiopía, la Insurgencia en Cachemira, el conflicto turco-kurdo y el conflicto israelí-palestino. También continua en menor escala la guerra contra el terrorismo, destacando la Guerra contra los restos del «Estado Islámico».
Sin embargo, finalizó la guerra en Afganistán con un tratado de paz entre EE. UU. y los talibanes que dio lugar a la retirada de tropas estadounidenses y una ofensiva talibán que volvió a convertir ese país en un emirato islámico. También finalizó la segunda guerra civil libia, aunque continuó la inestabilidad en ambos países. Hubo una breve guerra: la segunda guerra del Alto Karabaj. Con la invasión rusa a Ucrania de 2022 se inició una nueva guerra a gran escala sobre el continente europeo.
El 7 de octubre de 2023, milicias palestinas de Hamás invaden territorio israelí desatando una guerra entre ambas naciones. Debido a que Israel es apoyado por EE.UU, y los hutíes inician acciones militares (según ellos, con el objeto de parar la guerra en Gaza) contra embarcaciones comerciales en el Mar Rojo disparando con drones y cohetes no solo a buques mercantes que crucen por el Canal de Suez sino también a buques de guerra occidentales que según los hutíes tengan vínculos con israel. Además de los huties y debido a la ofensiva israelí en Gaza, la agrupación islamista libanesa Hezbollah lanzó ataques contra Israel, desde el 8 de octubre de 2023. Desde Irak también facciones pro iraníes lanzaron misiles y drones en respuesta a la invasión israelí de Gaza.
Debido a ello Estados Unidos inicia la Operación Guardián de la Prosperidad, esta es una operación militar de una coalición multinacional formada en diciembre de 2023 en respuesta a los ataques liderados por los rebeldes hutíes contra embarcaciones marítimas en el Mar Rojo. 
Estos ataques, dentro del marco de la guerra en Gaza, contra objetivos militares occidentales, no solo se dan en el mar, sino también en las bases extranjeras en Medio Oriente en el marco de la coalición liderada por EE.UU con la Operación Resolución Inherente de lucha contra el ISIS.
El 13 de abril de 2024, y en el marco de la guerra entre Israel y Gaza, y debido a un ataque de Israel a una embajada iraní en Siria, Irán lleva un ataque a gran escala sobre Israel. Es el primer ataque por parte de Irán a Israel en décadas.
Meses después y debido al asesinato por parte de Israel, del líder de Hamás, Ismail Haniye y del líder de Hezbollah, Hasan Nasrallah, Irán lleva a cabo un segundo ataque sobre Israel el día 1 de octubre del mismo año.
Tras un pontificado de 12 años y 39 días, el primer Papa americano de la historia Francisco fallece de un ictus cerebral el 21 de abril de 2025. En el posterior Cónclave es electo el cardenal Robert Prevost quien adopta el nombre de León XIV, siendo el primer Papa de doble nacionalidad al haber nacido en Estados Unidos y haberse radicado en Perú.
Debido a la negativa del gobierno israelí de que Irán desarrolle su programa de armas nucleares, las FDI llevaron a cabo un ataque sobre Irán en junio de 2025, en represalia, horas después, las fuerzas armadas de Irán devolvieron el ataque golpeando varios puntos de Israel, en ambos países se dejaron como saldo varias víctimas. Hablamos de una escalada bélica sin precedentes entre ambas naciones.

## Resumen de los principales acontecimientos históricos

### De 2020 a 2022
- 2020: Crisis y escalada de tensiones entre Estados Unidos e Irán. A fines de 2019 y comienzos de 2020 se empezó a ver un aumento de tensiones entre Estados Unidos e Irán tras el despliegue de activos militares en el Golfo Pérsico por el presidente estadounidense Donald Trump debido a la inteligencia que sugiere una campaña planeada por Irán y sus aliados contra las fuerzas e intereses estadounidenses en el Golfo Pérsico e Irak. Esto siguió a un aumento de las tensiones políticas entre los dos países durante la Presidencia de Donald Trump, que incluyó la retirada de Estados Unidos de la Junta Plan integral de acción (retirada de los Estados Unidos del acuerdo nuclear), la imposición de nuevas sanciones contra Irán y el reconocimiento del Cuerpo de la Guardia Revolucionaria Islámica como organización terrorista. Esto se agravaría tras el asesinato del general iraní Qasem Soleimani quien muere tras un ataque estadounidense, esto repercutiría a distintos ataques entre sí, entre ellos el derribo accidental del Vuelo 752 de Ukraine International Airlines que sería derribado por un misil tierra aire cuyos perpetradores serían los cuerpos de la Guardia Revolucionaria Islámica.

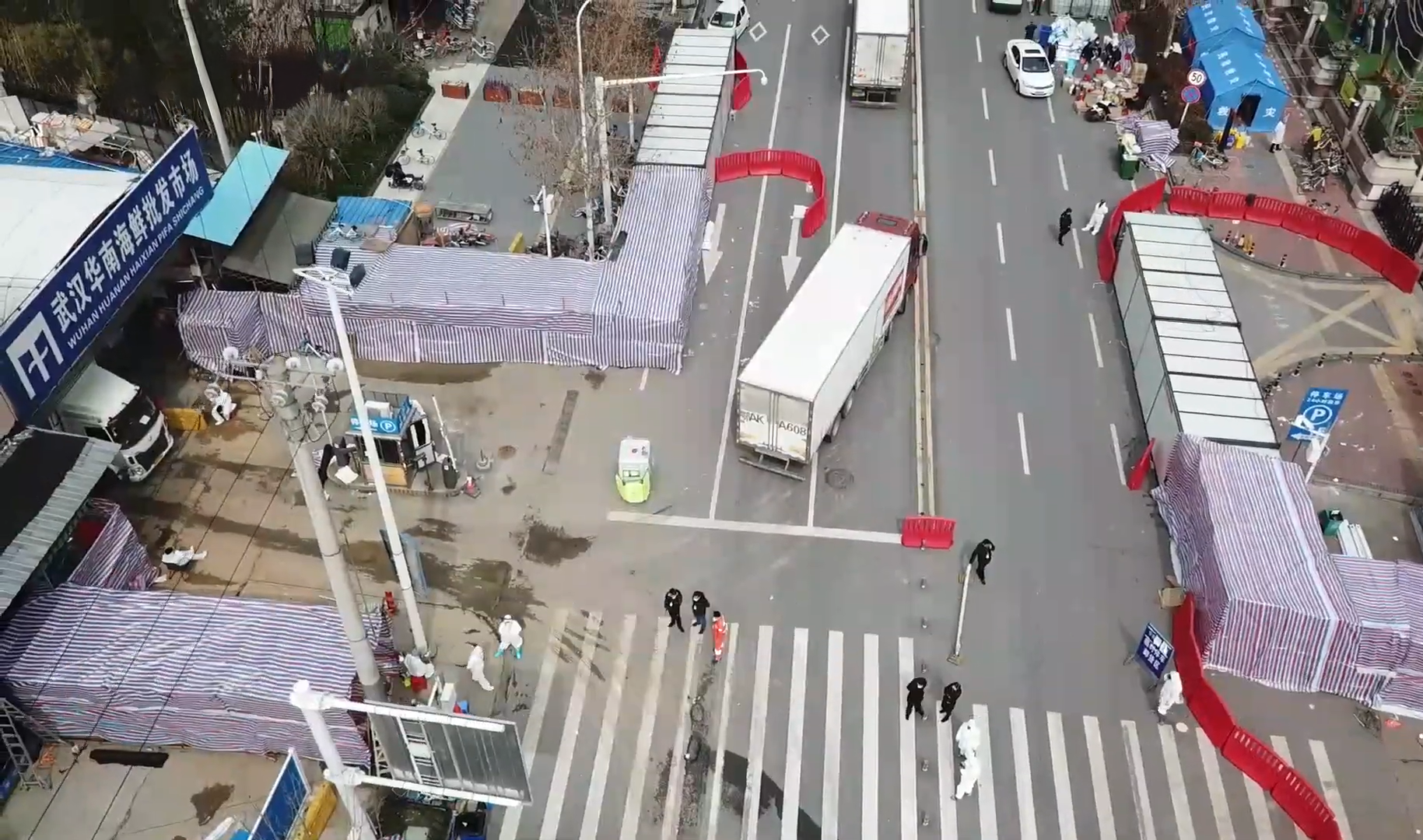
El Mercado mayorista de mariscos del Sur de China en Wuhan, intervenido por las autoridades al ser el primer lugar donde se registró el virus SARS-CoV-2 en trabajadores y comerciantes del recinto.

- 2020: Inicio de la Pandemia del COVID-19. Es una pandemia global derivada de la enfermedad causada por el virus SARS-CoV-2. Inicialmente denominada «neumonía de Wuhan», puesto que los primeros casos fueron identificados en diciembre de 2019 en la ciudad china de Wuhan, al reportarse casos de un grupo de personas enfermas con un tipo de neumonía desconocida. Estos primeros contagios detectados se dieron alrededor de trabajadores del mercado mayorista de mariscos de Wuhan a mediados de diciembre de 2019. Diagnosticados inicialmente como una neumonía de origen desconocido, estos contagios iniciaron una alerta sanitaria que llevó a que a comienzos de enero se identificara al causante de la enfermedad desconocida a un nuevo coronavirus, al que se denominó al principio 2019-nCoV. La Organización Mundial de la Salud (OMS) la declaró una emergencia de salud pública de importancia internacional el 30 de enero de 2020 y la reconoció como una pandemia el 11 de marzo de 2020, cuando informó que había 4291 muertos y 118 000 casos en 114 países.

- 2020: Explosiones en el Puerto de Beirut. El 4 de agosto de 2020 ocurrieron unas explosiones en el puerto de la capital libanesa Beirut, debido a una concentración de nitrato de amonio almacenado allí sin seguridad durante seis años luego de ser confiscado por las autoridades de un barco abandonado. La explosión fue tan estruendosa que sacudió físicamente a todo el país y fue percibido en países vecinos como Turquía, Siria, Israel y Chipre. Fue detectado por el Servicio Geológico de los Estados Unidos como un evento sísmico de magnitud 3.3 y se considera una de las explosiones artificiales no nucleares accidentales más poderosas de la historia. El gobierno libanés declaró un estado de emergencia de dos semanas en respuesta al desastre. Posteriormente, estallaron protestas en todo el Líbano contra el gobierno por su incapacidad para evitar el desastre, uniéndose a una serie más amplia de protestas que habían tenido lugar en todo el país desde 2019 agravando la crisis social en Líbano.

- 2020: Segunda Guerra del Alto Karabaj. Estalla un conflicto en 2020 entre las fuerzas armadas de Azerbaiyán contra Armenia y la República de Artsaj en la región del Alto Karabaj desarrollado entre el 27 de septiembre y el 10 de noviembre de 2020 tras un acuerdo de alto al fuego patrocinado por Rusia.

- 2021: Asalto al Capitolio de los Estados Unidos.  El 6 de enero de 2021, tras la derrota del presidente de los Estados Unidos, Donald Trump en las elecciones presidenciales de 2020, una turba de sus seguidores atacó y irrumpió el edificio del Capitolio de los Estados Unidos en Washington D. C. Sus partidarios buscaron mantener a Trump en el poder evitando que una sesión conjunta del Congreso contara los votos del colegio electoral para formalizar la victoria del presidente electo Joe Biden. Según el comité selecto de la Cámara de Representantes que investiga el incidente, el ataque fue la culminación de un plan de siete partes de Trump para anular las elecciones.

- 2021: Fin de la Guerra de Afganistán y regreso de los Talibanes al poder. En mayo de 2021 las fuerzas de combate de los Estados Unidos anunciaron su retiro de Afganistán terminaron su retirada de Afganistán el 30 de agosto de 2021. La invasión estadounidense de Afganistán de 2001 —en coalición con la OTAN— sobrevino después de los ataques terroristas del 9-11, y la guerra resultante se convirtió en el compromiso militar más largo de Estados Unidos. Simultáneamente una ofensiva militar del grupo insurgente talibán y militantes aliados llevó a la caída de la República Islámica de Afganistán, con sede en Kabul en agosto de 2021, y al final de la guerra de casi 20 años en el Afganistán que había comenzado tras la invasión estadounidense del país. La victoria de los talibanes tuvo amplias ramificaciones nacionales e internacionales en relación con los derechos humanos y la proliferación del terrorismo. La ofensiva incluyó la continuación de la sucesión ascendente de rendiciones negociadas o pagadas a los talibanes desde el nivel de aldea hacia arriba que comenzó después del acuerdo entre Estados Unidos y los talibanes de febrero de 2020.
- 2021: Fin de la Era Merkel en Alemania. La figura de Angela Merkel fue influenciada sobre la Unión Europea y las decisiones que se han venido tomando a través de la misma, ha sido tan notoria desde su ascenso al poder, que se la consideró la líder de facto del bloque. Merkel desempeñó un papel fundamental en la materialización del Tratado de Lisboa en 2009. Además desde 2017 lideró, junto con el gobierno francés, el proceso de refundación de la Unión Europea que tras la crisis de la pandemia de enfermedad por coronavirus en 2020, ha dado impulso una serie de cambios de considerable magnitud en el bloque comunitario. La canciller también se ha destacado por el manejo que le ha dado a la Gran Recesión, ejecutando una política de austeridad y disciplina en la UE, en noviembre de 2021 no se presentó a las elecciones generales de ese año a la reelección como canciller de Alemania, después de que su partido político CDU se viera debilitado tras algunas derrotas regionales, el ganador de las elecciones fue el candidato Olaf Scholz, marcando el fin de la era Merkel en Alemania.

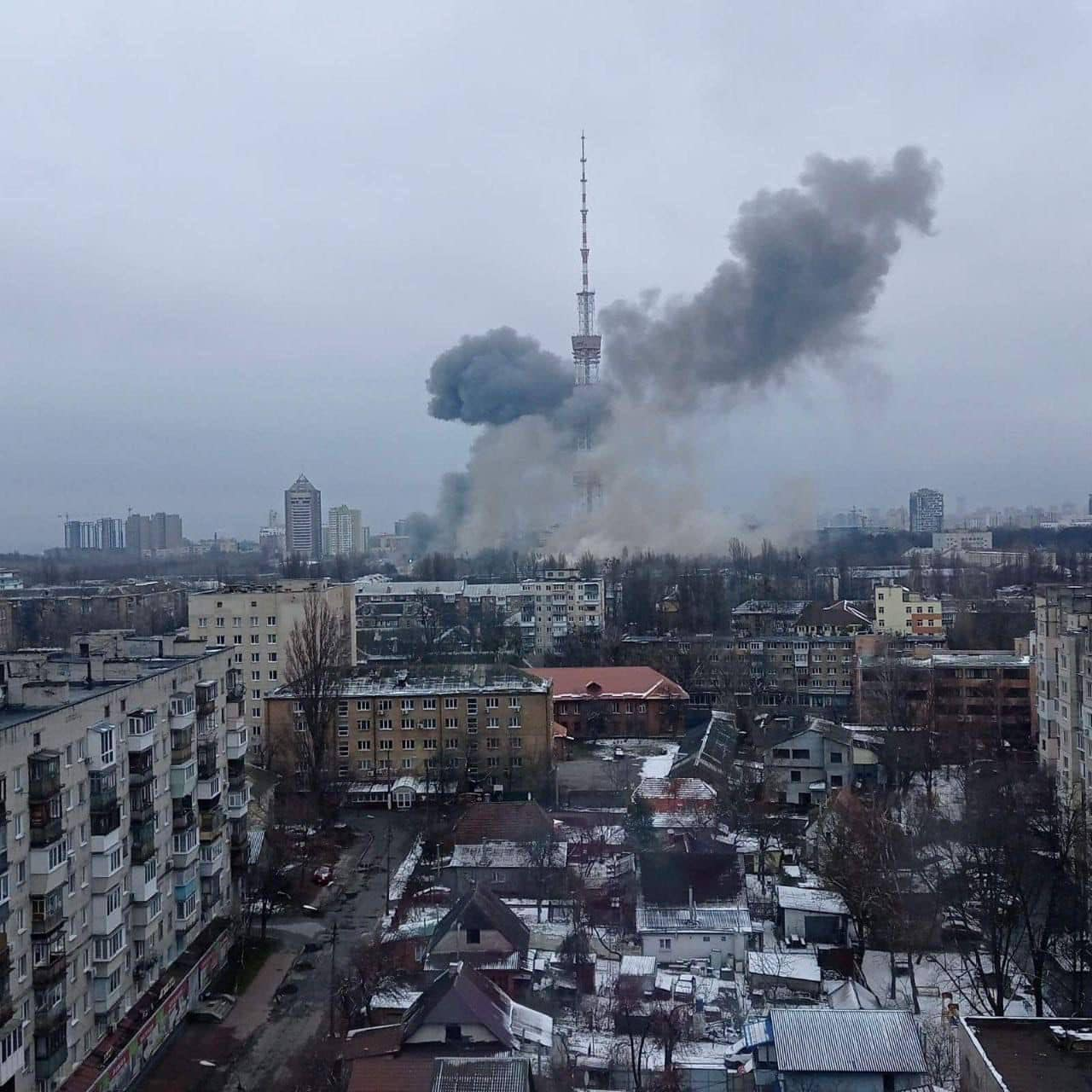
Bombardeo ruso de antenas de telecomunicaciones en Kiev durante la Batalla de Kiev.

- 2022: Rusia Invade Ucrania. La invasión rusa a Ucrania comenzó el 24 de febrero de 2022 en el marco de la Guerra ruso-ucraniana iniciada en 2014, estuvo precedida por una concentración militar rusa en las fronteras de Ucrania, que se inició a mediados de 2021. Durante este periodo de tensión diplomática, Putin criticó la ampliación de la OTAN posterior a 1997, y los funcionarios rusos negaron repetidamente una posible confrontación. El 21 de febrero de 2022, Rusia reconoció a la República Popular de Donetsk y a la República Popular de Lugansk, dos estados autoproclamados en la región de Donbás en el este de Ucrania, y envió tropas a esos territorios. Alrededor de las 05:00 MSK (UTC+3) del 24 de febrero, Putin anunció una «operación militar especial» en el territorio de Donetsk y Lugansk; los misiles comenzaron a impactar en varios lugares de Ucrania, incluida la capital, Kiev —el servicio fronterizo ucraniano dijo que fueron atacados sus puestos fronterizos con Rusia y Bielorrusia—. Dos horas más tarde, las fuerzas terrestres rusas entraron en el país dando inicio a diferentes ofensivas que a partir de abril pasaron a concentrarse en el este del país. Así, entre el 18 y el 19 de abril —tras la retirada rusa en la ofensiva de Ucrania central—, ambas partes confirmaron que había comenzado la «segunda fase» del episodio bélico a la que se refirieron como «batalla por el Dombás». Rusia afirmó que la operación perseguía la «liberación completa» de Donetsk y Lugansk. Se trata del mayor ataque militar convencional en suelo europeo desde las guerras yugoslavas. Continúa generando miles de víctimas mortales, así como la mayor crisis de refugiados en el continente desde la Segunda Guerra Mundial, más de 7,2 millones de ucranianos han abandonado el país, y más de 7,1 millones se han desplazado internamente.

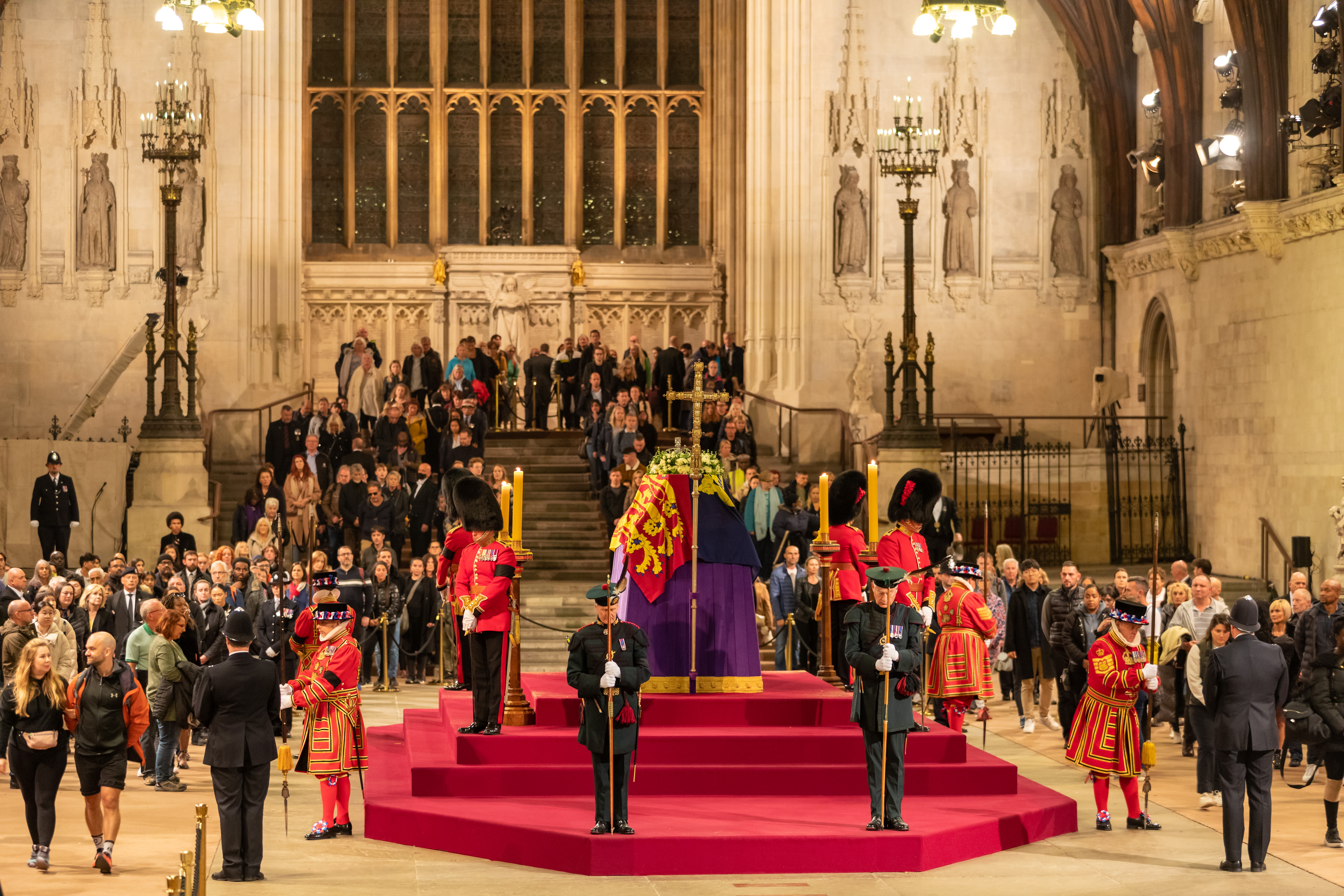
Funeral de estado de Isabel II.

- 2022: Muere Isabel II la monarca más longeva en Reino Unido. La Reina Isabel II del Reino Unido falleció el 8 de septiembre de 2022 a los 96 años, esto fue anunciado por el Palacio de Buckingham que anunció su muerte en la residencia real del castillo de Balmoral (Escocia). El anuncio fue hecho oficial a las 18:30 horas (UTC+01:00) a través de la BBC. Su reinado, extendido desde el 6 de febrero de 1952, ha sido el más longevo de la historia contemporánea británica, y el segundo más longevo de la historia, por detrás del de Luis XIV de Francia. La muerte de la reina puso en marcha la Operación Puente de Londres, una colección de planes que incluyen arreglos para su funeral de estado, y apoyada por la Operación Unicornio, que estableció protocolos para su muerte ocurrida en Escocia. El Reino Unido observó un período de duelo nacional de diez días. La mentira de la reina tuvo lugar en Westminster Hall del 14 al 19 de septiembre, tiempo durante el cual aproximadamente 250,000 personas hicieron cola para presentar sus respetos. El funeral de estado de la reina el 19 de septiembre fue el primero celebrado en Gran Bretaña desde el de Winston Churchill en 1965. Se celebró un servicio fúnebre en la Abadía de Westminster, seguido de una procesión al Arco de Wellington que contó con alrededor de 3.000 militares y fue observada por alrededor de un millón de personas en el centro de Londres. El coche fúnebre estatal luego transportó el ataúd de la reina a Windsor, seguido de otra procesión a través del Gran Parque de Windsor y un servicio de compromiso en la Capilla de San Jorge en el Castillo de Windsor. La reina fue enterrada con su esposo Felipe en la Capilla Memorial del Rey Jorge VI más tarde esa noche, en un servicio privado al que solo asistió su familia más cercana. La ocasión del funeral de estado de la Reina fue un día festivo en el Reino Unido y varios estados de la Commonwealth. El funeral de estado fue una de las transmisiones especiales de televisión más vistas del Reino Unido, superando la boda del príncipe William y Catherine Middleton, el evento real anterior más visto del siglo XXI.

- 2022: Intento de autogolpe de estado en Perú y crisis política. El día miércoles 7 de diciembre de 2022 el presidente de Perú de entonces Pedro Castillo quien ante el inminente tercer proceso de destitución se dirigió al país en un mensaje a la Nación televisado en el cual anunció su decisión de disolver el Congreso de la República, intervenir al Poder Judicial, al Ministerio Público, a la Junta Nacional de Justicia y al Tribunal Constitucional, además de convocar a la elección de un nuevo congreso con facultades constituyentes. El autogolpe de Estado fracasó al generar el inmediato rechazo de todas las instituciones políticas, del Ministerio Público e incluso de los propios ministros de Castillo (que dimitieron en su mayoría), además de carecer del respaldo de las Fuerzas Armadas y la Policía Nacional, instituciones que en un comunicado expresaron su decisión de no apoyar ningún acto contrario al orden constitucional. Castillo fue destituido ese mismo día por el Congreso de la República, amparándose en el artículo 46 de la Constitución para el inicio del proceso, y arrestado cuando se dirigía a la embajada mexicana en Lima para solicitar asilo político. La entonces vicepresidenta Dina Boluarte, que había sido elegida junto a Castillo por el mismo partido político en las elecciones de 2021, fue designada en su reemplazo como presidenta constitucional por línea de sucesión convirtiéndose en la primera mujer presidenta del Perú. No obstante, aquel suceso marcó el inicio de enfrentamientos e insurrecciones en contra de la nueva sucesión presidencial. Simpatizantes de Castillo congregados para la tercera "Toma de Lima" marcharon por las calles en contra del gobierno de Boluarte, así como celebrando la decisión tomada por Castillo.

### De 2023 a 2024
- 2023: Asalto a la Plaza de los Tres Poderes en Brasilia. Luego de la victoria de Lula da Silva en las elecciones generales de 2022, los partidarios del expresidente Jair Bolsonaro irrumpieron en la sede del Congreso, como señal de protesta por los resultados tratando de derrocar violentamente al presidente democráticamente electo de Brasil, Lula da Silva que había sido inaugurado el 1 de enero. En respuesta al ataque, a las 18:00 horas (Hora Brasileña) Lula anunció que había firmado un decreto autorizando un estado de emergencia federal en el Distrito Federal hasta finales de enero de 2023.

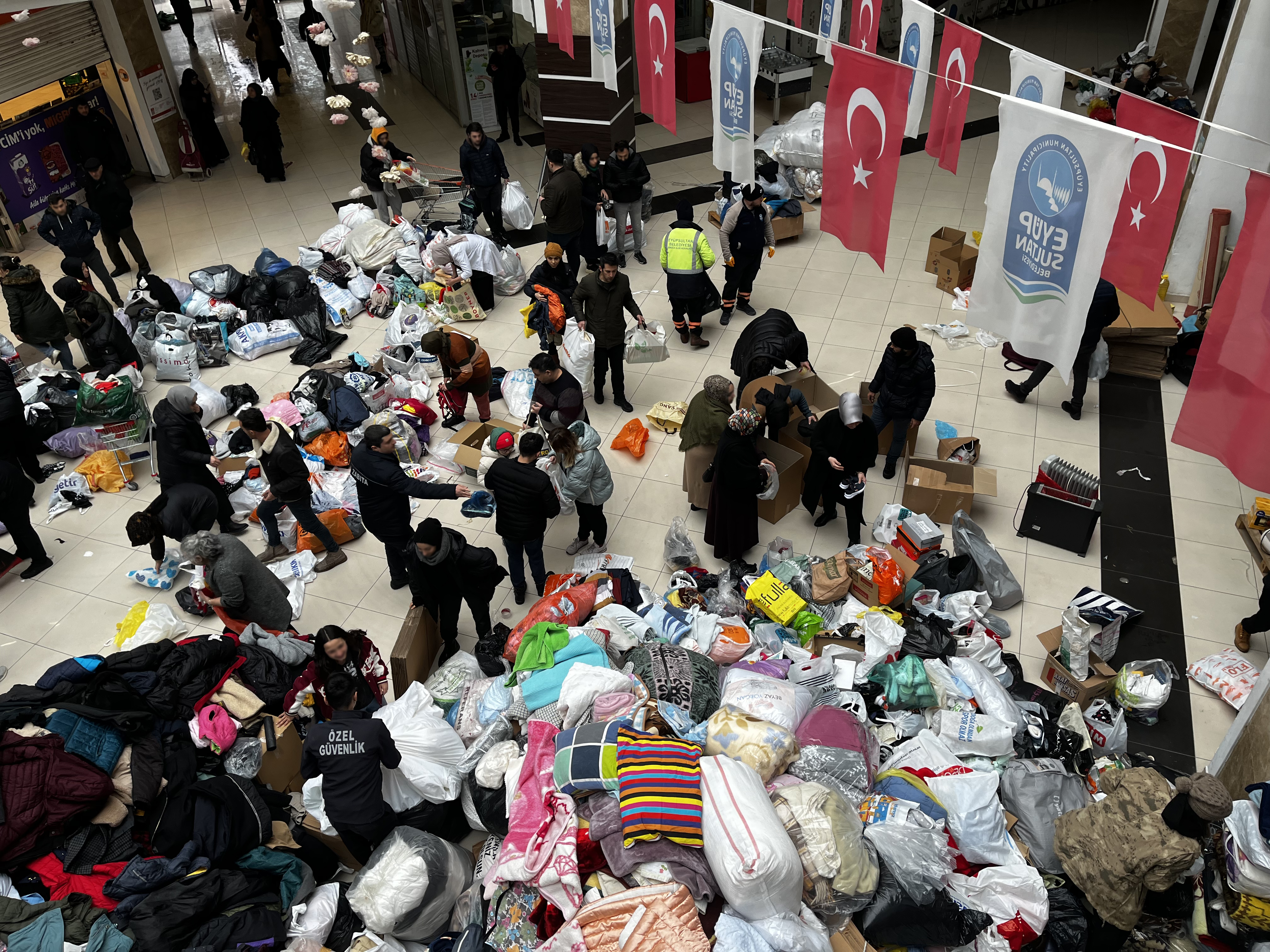
Ayuda recolectada en Eyüpsultan, Estambul para las víctimas del terremoto.

- 2023: Terremotos en Turquía y Siria. Un terremoto de 7.8 sacudió el sur y el centro de Turquía y el norte y el oeste de Siria. El epicentro fue de 37 km (23 millas) al oesnoroeste de Gaziantep. El terremoto tuvo una intensidad máxima de Mercalli de XII (Extremo) alrededor del epicentro y en Antakya. Fue seguido por un terremoto de Mw 7.7 a las 13:24. Este terremoto se centró a 95 km (59 millas) al nornoreste del primero. Hubo daños generalizados y decenas de miles de muertes, es el terremoto más mortífero desde el terremoto de Haití en 2010. También se sintió y causó daños estructurales en Líbano, Israel, Chipre y la costa turca del mar Negro. El segundo sismo fue una réplica inusualmente fuerte que ocurrió 9 horas después del terremoto principal, con una magnitud de 7.5/7.7Mw. Causó que algunos edificios que habían soportado el primer sismo finalmente se derrumbaran, lo cual hizo cundir el pánico en toda la región.

- 2023: Nuevo monarca inglés: Carlos III. Carlos III y su esposa fueron coronados como rey y reina consorte del Reino Unido y los demás reinos de la Mancomunidad de Naciones, fue el punto culminante de su acceso a la corona. El rey Carlos III subió al trono el 8 de septiembre de 2022, tras la muerte de su madre, la reina Isabel II. La coronación fue una ocasión estatal financiada por el gobierno británico. La ceremonia de coronación del monarca británico, anunciada por el Palacio de Buckingham, fue el 6 de mayo de 2023 en la Abadía de Westminster. La coronación fue más corta, inclusiva y moderna, y menos costosa que las anteriores, eso sí, manteniendo las connotaciones tradicionales que la han caracterizado durante más de un milenio. Esta fue la 40.ª coronación de un monarca británico en la historia y la primera del siglo XXI.
- 2023: Rebelión del Grupo Wagner. En la noche del 23 de junio de 2023, el líder del Grupo Wagner, Yevgueni Prigozhin llamo a una rebelión armada en contra del Ministerio de Defensa de Rusia,  Esto ocurrió en medio de tensiones en la retaguardia en aumento entre el líder de Wagner, Yevgueni Prigozhin, y el Ministerio de Defensa ruso en el contexto de la invasión rusa de Ucrania. A última hora de la tarde del 24 de junio, las tropas de Wagner abandonaron su avance hacia Moscú y los que permanecieron en Rostov del Don comenzaron a retirarse. De conformidad con el acuerdo de Lukashenko, el Servicio Federal de Seguridad de Rusia, que había iniciado una causa para enjuiciar al Grupo Wagner por rebelión armada contra el Estado ruso en virtud del artículo 279 del Código Penal, retiró todos los cargos contra Prigozhin y sus combatientes de Wagner el 27 de junio. Al final de las hostilidades, al menos trece soldados rusos habían muerto y varios mercenarios de Wagner habían resultado heridos; Prigozhin declaró que dos desertores del ejército ruso también habían sido asesinados del lado del Grupo Wagner.  El 23 de agosto de 2023, exactamente dos meses después de la rebelión del Grupo Wagner, Prigozhin murió en un accidente aéreo junto a otros altos funcionarios de Wagner.
- 2023: Ofensiva azerí sobre Artsaj. El 19 de septiembre de 2023 las fuerzas armadas de Azerbaiyán lanzaron una operación militar contra la República de Artsaj en la región del Alto Karabaj, finalizando el 20 de septiembre con un acuerdo de alto y el fuego que conllevó la disolución de la república y el fin del conflico del alto karabaj.
- 2023: Guerra entre Israel y Hamás. El 7 de octubre de 2023 grupos armados de milicianos palestinos, principalmente de Hamás y la Yihad Islámica Palestina lanzaron un gran ataque contra Israel desde la Franja de Gaza con una andanada de cohetes y un ataque de comandos en camiones, motocicletas y parapentes motorizados. El ataque tomó a Israel por sorpresa y respondería poco después con una represalia denominada operación Espadas de Hierro, que incluiría bombardeos e incursiones militares contra Gaza en respuesta al ataque.
- 2023: Javier Milei: presidente de Argentina. En las elecciones presidenciales celebradas en noviembre de 2023 dando como ganador con el 55.65% de los votos a Javier Milei, candidato del Partido Libertario, de tendencia derechista y libertaria, por encima del 44.35 % de votos dirigidos al entonces ministro de economía Sergio Massa, del Frente Renovador, de esta manera se convierte en el primer presidente libertario de Argentina y el primer presidente autoproclamado Anarcocapitalista en el mundo.
- 2024: Irán ataca a Israel. El 13 de abril Irán lanza ataques contra Israel, en el contexto de la guerra entre Israel y la Franja de Gaza, como represalia por un bombardeo israelí que mató a dieciséis personas, incluidos dos civiles y varios militares de alto rango, en la embajada iraní en Damasco (Siria). Irán lanzó un ataque contra Israel utilizando más de 320 drones y misiles. Los primeros proyectiles llegaron a Israel en la zona del Néguev. Este fue el primer ataque iraní directo contra Israel desde que comenzase la enemistad entre ambos países tras la Revolución Islámica de 1979. Israel respondió con otro ataque aéreo. En octubre Irán volvió a atacar a Israel y días después Israel volvió a responder a Irán.

### De 2025 a 2026
- 2025: Muerte y funeral de Francisco, el primer Papa de América. Hacía las 05.30 horas (UTC+02:00) del lunes 21 de abril de 2025, Francisco comenzó a mostrar los primeros síntomas de malestar y más de una hora después entró en coma, finalmente falleció a las 7:35 horas de ese mismo día a los 88 años en su residencia de la Casa de Santa Marta, en Ciudad del Vaticano, según anunció el camarlengo Kevin Farrell. La causa de su fallecimiento fue un derrame cerebral y complicaciones posteriores, esto tras haber luchado con diversos problemas de salud las semanas anteriores a su deceso. Su última aparición ante los fieles fue tan solo 15 horas antes de su fallecimiento, precisamente dando un breve discurso por el Domingo de Resurrección ante más de 50 000 personas. En su último discurso clamó por la paz mundial diciendo: «No puede haber paz sin libertad de religión, libertad de pensamiento, libertad de expresión y respeto por las opiniones de los demás». Su última bendición compartida fue Urbi et orbi. El mismo día de su muerte a las 20.00 horas tuvo lugar el rito de constatación de su muerte en la capilla privada de la Casa de Santa Marta en donde su cuerpo permaneció hasta el 23 de abril de 2025 cuando fue trasladado a la Basílica de San Pedro para su exposición al público hasta el 25 de abril de 2025. Su funeral tuvo lugar en el atrio de la mencionada basílica el 26 de abril de 2025 y posteriormente fue sepultado ese mismo día en la Basílica de Santa María la Mayor.

- 2025: Conclave y elección de León XIV como nuevo Papa de la Iglesia Católica. A las 18:08 (UTC+01:00) del 8 de mayo de 2025, en la cuarta ronda de votaciones del segundo día del cónclave, el cardenal Robert Prevost fue elegido sucesor de Francisco, siendo el cardenal protodiácono Dominique Mamberti quien anunció desde el balcón central de la Basílica de San Pedro la elección del pontífice bajo el nombre de León XIV con la fórmula en latín. Es el primer papa perteneciente a la Orden de San Agustín. Pese a que Eugenio IV y otros papas estuvieron vinculados estrechamente a la orden agustiniana, no fueron frailes agustinos. Es el primer pontífice norteamericano, nacido en los Estados Unidos, el primero de doble nacionalidad al haber obtenido la ciudadanía peruana, el segundo de procedencia americana y el primer anglófono desde Adriano IV (1154-1159).

## Cronología

### Año 2020
- Asesinato de Qasem Soleimani durante un ataque aéreo estadounidense en Bagdad, produce un ataque balístico iraní a bases militares estadounidenses y sus aliados como respuesta.
- El Reino Unido se convierte en el primer estado miembro en salir de la Unión Europea.
- Pandemia y crisis global por la COVID-19:
  - Confinamiento por la pandemia.
  - Recesión por la pandemia.
  - Más de 5 millones de muertes a nivel mundial.
- Movimiento feminista en México contra el incremento de feminicidios.
- Colapso del mercado de valores por la pandemia.
- Guerra de precios del petróleo entre Rusia y Arabia Saudita.
- Luis Alberto Lacalle Pou: presidente de Uruguay. Fin de 15 años de gobiernos del Frente Amplio.
- La muerte de George Floyd por parte de un policía provocan protestas y disturbios en Estados Unidos.
- Luis Arce: presidente de Bolivia.
- Explosiones en el puerto de Beirut. 200 muertos y 5.000 heridos.
- Segunda guerra del Alto Karabaj entre Azerbaiyán y Armenia.
- Atentado de Viena. Asesinadas 4 personas.
- Destitución presidencial en Perú de Martín Vizcarra. Manuel Merino renuncia tras protestas.
- Francisco Sagasti: presidente de Perú.
- Protestas en Bielorrusia tras acusación de fraude electoral.
- Venezuela supera el nivel de pobreza de Haití y se convierte en el país más pobre de América.
- Incendios forestales de Australia provocan la muerte de millones de animales.

- Principales referencias:[3][4]

### Año 2021
- 2021-actualmente: Crisis mundial energética.
- 2021-2022: Aumento de la inflación a nivel global.
- Levantamiento del bloqueo árabe contra Catar. Vigente desde 2017.
- Asalto al Capitolio de los Estados Unidos por seguidores de Donald Trump.
- Joe Biden: presidente de los Estados Unidos. Kamala Harris, primera mujer vicepresidenta.
- Primera visita de un Papa a Irak.
- Protestas en Rusia contra el arresto de Alexéi Navalni.
- Golpe de Estado militar en Birmania.
- Felipe de Edimburgo muere a los 99 años.
- Guillermo Lasso: presidente de Ecuador.
- Protestas en Colombia contra el gobierno de Iván Duque.
- Atentado en Kabul. Asesinadas 85 personas.
- Naftali Bennett: primer ministro de Israel. Fin a 12 años de poder de Netanyahu.
- Protestas en Cuba. Las más intensas desde el Maleconazo en 1994.
- Asesinato del presidente de Haití, Jovenel Moïse.
- Pedro Castillo: presidente del Perú.
- Retirada de tropas estadounidenses de Afganistán.
- Caída de Kabul. Regreso de los talibanes 20 años después.
- Atentados del Aeropuerto Internacional de Kabul. Asesinadas 180 personas.
- Barbados se convierte oficialmente en una república.
- AUKUS. Alianza militar contra China.
- Olaf Scholz: Canciller de Alemania. Fin de la Era Merkel tras 16 años.
- Erupción volcánica de la isla de La Palma (España).

- Principal referencia:[5]

### Año 2022
- 2022: Crisis alimentaria mundial.
- Crisis ruso-ucraniana.
- Rusia invade Ucrania:
  - Masacre de Bucha.
  - Boicot internacional a Rusia y Bielorrusia; crisis financiera en Rusia.
  - Europa vive la mayor tragedia humanitaria de refugiados desde la Segunda Guerra Mundial.
  - Rusia corta el suministro de gas a Europa.
  - Rusia anexa los territorios de Donetsk, Lugansk, Jersón y Zaporiyia.
- Xiomara Castro: primera mujer presidenta de Honduras.
- Gabriel Boric: presidente de Chile.
- Rodrigo Chaves: presidente de Costa Rica.
- Cumbre de la OTAN de Madrid.
- Crisis del gobierno del Reino Unido; dimisión de Boris Johnson como primer ministro; Liz Truss, tercera mujer primera ministra del Reino Unido, que dimitió tras permanecer 45 días en el cargo; Rishi Sunak le sucedería en el cargo como primer ministro.
- Protestas en Sri Lanka, culminan con la renuncia del presidente Gotabaya Rajapaksa.
- Magnicidio del ex primer ministro de Japón, Shinzō Abe.
- Visita de Nancy Pelosi a la República de China (Taiwán).
- Gustavo Petro: presidente de Colombia.
- Rechazo en el plebiscito a la nueva Constitución de Chile.
- Fallece Isabel II del Reino Unido a los 96 años de edad, tras haber sido 70 años reina de Inglaterra.
- Giorgia Meloni —primera mujer— primera ministra de Italia.
- Protestas por la muerte de Mahsa Amini en Irán.
- Fallecen 155 personas en una trágica estampida humana en la fiesta de Halloween de Seúl (Corea del Sur).
- Intento de autogolpe de Estado de Perú: Concluye con la detención de Pedro Castillo y la posesión de Dina Boluarte como la primera presidenta en la historia del Perú.
- Brote de viruela del mono.
- Se genera por primera vez energía (factor de ganancia positivo) en un experimento de fusión nuclear por confinamiento inercial realizado por el NIF.
- Terremoto en el estado de Michoacán.
- Principal referencia:[6]

### Año 2023
- Lula da Silva: presidente de Brasil.
- Croacia: el Euro es adoptado como moneda oficial.
- Asalto a la plaza de los Tres Poderes en Brasil.
- Protestas en Perú en contra del Gobierno de Dina Boluarte.
- Crisis financiera global.
  - Quiebras bancarias de Estados Unidos: destaca el Colapso de Silicon Valley Bank.
- Estados Unidos: Incidente de los globos chinos y accidente ferroviario en Ohio.
- Francia: Protestas por la reforma de pensiones y disturbios por la muerte de Nahel Merzouk.
- Donald Trump, primer presidente de los Estados Unidos en ser imputado por un delito.
- Tercera guerra civil sudanesa; estallan combates entre las Fuerzas Armadas de Sudán y las Fuerzas de Apoyo Rápido.
- Coronación de Carlos III del Reino Unido y Camila.
- Rebelión del Grupo Wagner contra el presidente ruso, Vladímir Putin.
- Santiago Peña: presidente de Paraguay.
- Magnicidio del candidato presidencial de Ecuador, Fernando Villavicencio.
- 7 de octubre: Masacre terrorista de Hamás en Israel.
- Guerra entre Israel y Gaza.
- Victoria del Partido por la Libertad en las elecciones presidenciales en los Países Bajos.
- Daniel Noboa: presidente del Ecuador.
- Crisis de la Guayana Esequiba: empeoramiento de las relaciones entre Guyana y Venezuela.
- Liberación del expresidente de Perú, Alberto Fujimori.
- Javier Milei: presidente de Argentina.
- Estados Unidos inicia la Operación Guardián de la Prosperidad, operación militar de una coalición multinacional (formada en diciembre de 2023) en respuesta a los ataques liderados por los rebeldes hutíes contra embarcaciones marítimas en el Mar Rojo.
- Terremotos de Turquía y Siria.
- La región marroquí de Marrakech-Safi sufre un trágico terremoto.
- Principales referencias:[7]

### Año 2024
- Conflicto armado interno de Ecuador.
- Estados Unidos y Reino Unido bombardean Yemen.
- Proclamación de Federico X como rey de Dinamarca.
- Bernardo Arévalo: presidente de Guatemala.
- Reelección de Nayib Bukele como presidente de El Salvador.
- Muere Alekséi Navalni, opositor ruso en una prisión de Siberia.
- Asesinadas 137 personas en un atentado perpetrado por el Estado Islámico del Gran Jorasán en Moscú.
- Asalto a la embajada de México en Ecuador, grave crisis diplomática entre los dos países.
- Israel bombardea el Consulado de Irán en Damasco (Siria).
- Irán ataca a Israel.
- Intento de magnicidio del primer ministro de Eslovaquia, Robert Fico.
- Fallece el presidente de Irán, Ebrahim Raisi a causa de un accidente de helicóptero.
- Lai Ching‑te: presidente de Taiwán.
- Regreso de los laboristas al 10 de Downing Street tras catorce años, Keir Starmer, primer ministro del Reino Unido.
- Intentos de asesinato hacia Donald Trump:
  - Intento de asesinato en Pensilvania.
  - Intento de asesinato en Florida.
- Protestas en Venezuela en contra de la proclamación de Nicolás Maduro como presidente reelecto.
- Derrocamiento de la primera ministra de Bangladés, Sheikh Hasina durante el Movimiento de no cooperación.
- Conflicto entre Israel y Hezbolá:
  - En dos días consecutivos, explotan en Líbano aparatos electrónicos (buscapersonas y walkie-talkies) usados por miembros de Hizbulá.
  - Asesinato de Hasán Nasralá, líder de Hezbolá desde 1992.
- Israel Invade el Líbano.
- Claudia Sheinbaum, primera mujer presidenta de México.
- Irán ataca a Israel con misiles balísticos.
- Los rebeldes proclaman la captura de Damasco. el presidente Bashar Ál-Asad huye a Rusia, lo que sentencia la caída del régimen sirio tras 24 años.
- Terremoto de la península de Noto en Japón.
- Incendios forestales en Chile provocan la muerte de más de 130 personas.
- En algunos países del mundo, son visibles algunas Auroras boreales como consecuencia de varias tormentas solares provocadas el 10 de mayo.
- España sufre la mayor tragedia natural de su historia: La Comunidad Valenciana sufre lluvias torrenciales que provocaron inundaciones y desbordamientos de barrancos que causaron 222 muertos.
- Principales referencias:[8][9]

### Año 2025
- Atentados terroristas en los Estados Unidos: el primero un atropello masivo en Nueva Orleans (Asesinadas 15 personas) y el segundo una explosión de un vehículo Cybertruck en el Trump International Hotel en Las Vegas.
- Joseph Aoun se convierte en presidente del Líbano, poniendo fin al vacío de poder que hubo durante 2 años.
- Donald Trump asumió como 47° presidente de los Estados Unidos.
- Yamandú Orsi (Frente Amplio) asumió como presidente de Uruguay.
- Fallece el Papa Francisco.
- León XIV, primer Papa estadounidense y primer Papa peruano.
- Colombia: Magnicidio del candidato presidencial, Miguel Uribe.
- Estados Unidos: Protestas en Los Ángeles.
- Guerra de los doce días entre Israel e Irán.
  - Estados Unidos bombardea a Irán.
- Acuerdo de paz entre Armenia y Azerbaiyán.
- Cumbre Estados Unidos-Rusia de 2025
- Durante el año 2025:
  - Siria: Masacre de la población alauita.
- Una serie de incendios forestales azotaron al sur de California, dejando decenas de fallecidos y múltiples heridos.
- Ocurre un terremoto de 7.7 en Birmania dejando más de 2600 fallecidos y miles de heridos, a la vez provocando el colapso de varias estructuras como el Puente Ava o la de un rascacielos en Bangkok (Tailandia).
- Megaterremoto y tsunami de la península de Kamchatka de 2025

### Año 2026
- Bulgaria: el Euro será adoptado como moneda oficial.

## Cronología de otros eventos que ocurrieron durante la década

### 2020

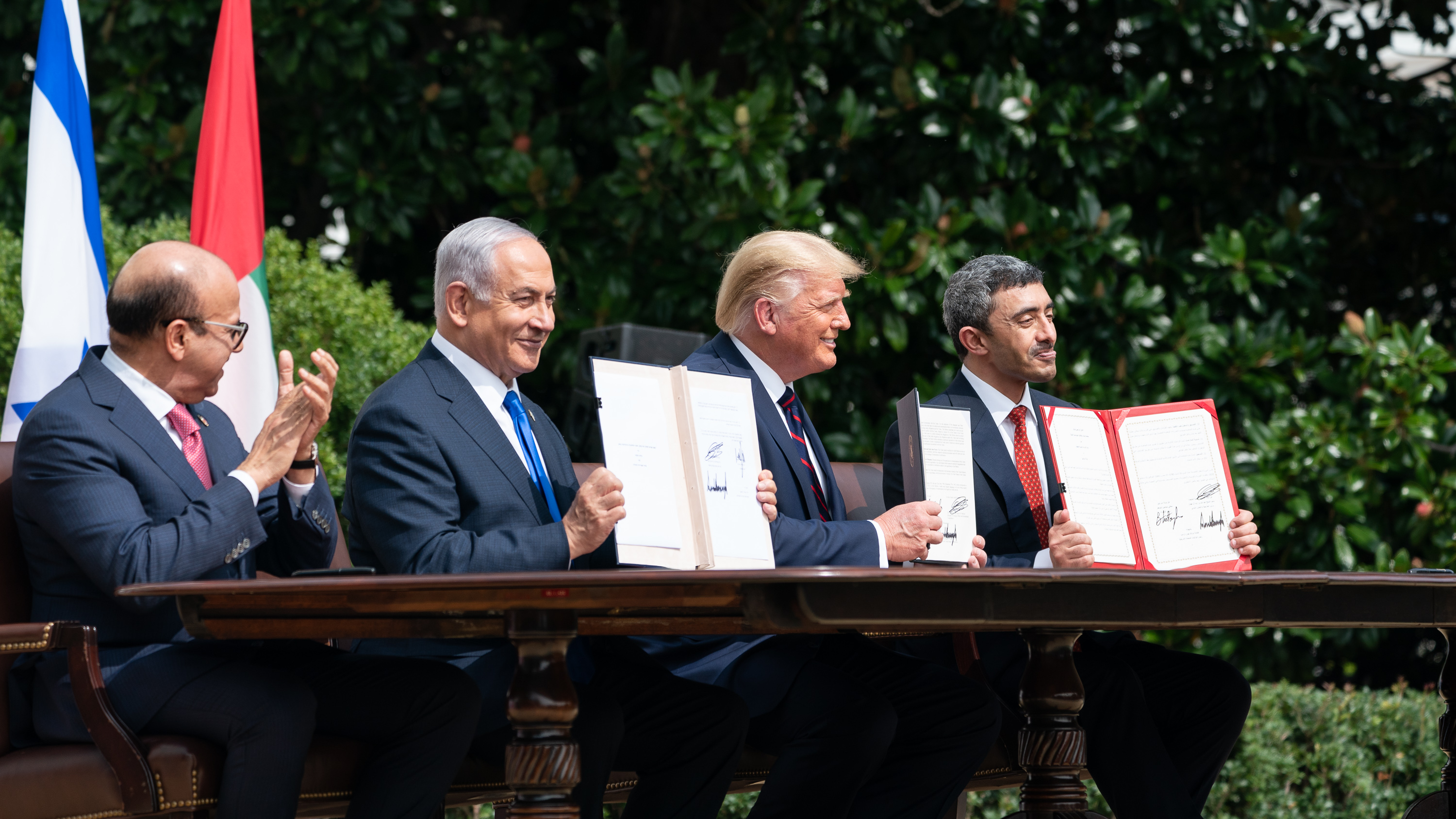
Emiratos Árabes Unidos se convirtió en 2020 en el tercer país árabe, después de Egipto en 1979 y Jordania en 1994, en reconocer a Israel.

- Pedro Sánchez reelegido presidente del gobierno español; PSOE y Unidas Podemos forman un gobierno de coalición, primero en democracia desde la Segunda República.
- Donald Trump es absuelto de Proceso de destitución en el Senado (siendo el tercer presidente después de Andrew Johnson y Bill Clinton).
- Victoria del Sinn Féin en las elecciones legislativas de la República de Irlanda.
- El asesinato del ciudadano colombiano Javier Ordóñez por parte de varios agentes de la policía nacional provocan protestas y disturbios que empiezan en Bogotá y se expanden a varios lugares del país, como consecuencia fueron destruidos varios CAI y hubo una cifra alta de muertos.
- Golpe de Estado en Malí, derrocamiento de Ibrahim Boubacar Keïta e instalación de una junta militar.
- Salvador Cienfuegos es detenido en Los Ángeles (EE. UU.) por vínculos con el crimen organizado.
- Plebiscito nacional en Chile.
- Se producen retiradas parciales de las fuerzas militares extranjeras en Afganistán, Irak, Siria y el Sahel.
- En Irak se vota por la retirada de las fuerzas de la Coalición militar extranjera, pero se producen ataques de las milicias iraquíes (pro iraníes) a bases militares extranjeras ante el descontento de las milicias debido a la presencia de estas fuerzas internacionales.
- En Afganistán se firma un acuerdo de paz de Estados Unidos con talibanes pero la guerra sigue entre fuerzas del gobierno afgano y talibanes.
- Acuerdo de normalización de las relaciones entre Emiratos Árabes Unidos e Israel. Posteriormente habría otro acuerdo con Sudán y otro con Marruecos.
- El Partido Socialista Unido de Venezuela vuelve a ganar la mayoría en la Asamblea Nacional en unas elecciones parlamentarias con reconocimiento parcial, haciendo que este partido controle de todos los poderes públicos nacionales.
- Victoria Volkóva —primera mujer trans mexicana— posó para la revista Playboy en su edición de México.
- El asteroide (52768) 1998 OR2 pasó a una distancia de 5 millones de kilómetros de la Tierra, una distancia peligrosa según los astrónomos.

### 2021
- Aterrizaje del Rover Perseverance en el planeta Marte.
- Caso GameStop, en la bolsa de valores.
- El expresidente de Francia, Nicolas Sarkozy condenado a un año de prisión firme, por delitos de corrupción y tráfico de influencias.
- Encallamiento del Ever Given en el canal de Suez.
- Fallecen más de cien personas en las explosiones en Bata (Guinea Ecuatorial).
- Fallecen 26 personas en un accidente en el metro de Ciudad de México.
- Ciberataque a Colonial Pipeline.
- Conflicto entre Kirguistán y Tayikistán.
- Colapso del edificio Champlain Tower South en Miami.
- Venezuela anuncia la segunda reconversión monetaria en el país en tres años y la tercera en lo que va de siglo, y lanza el bolívar digital.
- África: Golpe de Estado en Malí, golpe de Estado en Guinea y golpe de Estado en Sudán.
- Crisis de liquidez en la inmobiliaria china, Evergrande.
- El venezolano, Gustavo Dudamel, director musical de la Ópera de París.
- Exposición Universal de Dubái.
- La NASA registró un sismo de 4.2 grados de magnitud en el Planeta Marte de duración de una hora y media.
- Terremoto de Haití.
- México: Terremoto en el estado de Guerrero.

### 2022
- Protestas en Kazajistán.
- Paro de Ecuador.

Erupción del volcán Hunga Tonga, en enero de 2022.

- África: Golpe de Estado en Burkina Faso e intento de golpe de Estado en Guinea-Bisáu.
- Sinn Féin, se convierte en el partido político más votado en Irlanda del Norte.
- Tomada la primera imagen del agujero negro Sagitario A*.
- México: Muerte de Debanhi Escobar y Asesinatos en Cerocahui.
- Caso Johnny Depp contra Amber Heard.
- Burkina Faso sufre otro Golpe de Estado.
- La Corte Suprema deroga el derecho federal al aborto en Estados Unidos.
- Empieza la Guerra contra las pandillas en El Salvador.
- Estados Unidos elimina al líder del grupo terrorista Al Qaeda, Ayman al Zawahiri.
- Ola de calor en Europa.
- Intento de asesinato a Cristina Fernández de Kirchner.
- Francia se retira de Mali y finaliza la operación en los demás países del Sahel, dejando solo un contingente de tropas con labores limitadas, en la región del Sahel (pero fuera de Mali).
- Frágil tregua (que luego finaliza) entre rebeldes hutíes y demás insurgentes opuestos al gobierno yemení y su aliados liderados por Arabia Saudita en la guerra en Yemen.
- Conflictos en el Cáucaso: conflicto fronterizo armenio-azerí y conflicto kirguís-tayiko.
- Prueba de redireccionamiento de un asteroide binario.
- La población mundial supera los 8000 millones de personas.
- Protestas contra los confinamientos por COVID-19 en China.
- AquaDom, el acuario cilíndrico más grande del mundo, resulta destruido por un accidente.
- Erupción del volcán Hunga Tonga.

### 2023
- El capo mafioso, Matteo Messina de la Cosa nostra que llevaba 30 años fugado de la justicia es detenido, meses después murió.
- Dimisión de Jacinda Ardern, como primera ministra de Nueva Zelanda.
- México: Disturbios en Sinaloa, colisión de trenes en el Metro de la Ciudad de México y huracán Otis.
- Humza Yousaf, primer ministro de Escocia.
- Incidente del dron en el mar Negro.
- Ingreso de Finlandia a la OTAN, así mismo convirtiéndose en el miembro número 31.
- Guillermo Lasso disuelve la Asamblea Nacional y hace llamado a elecciones generales extraordinarias en medio de una crisis política.
- La India supera a China como país más poblado del mundo.
- África:
  - Níger: Golpe de Estado; crisis en la nación africana tras el golpe.
  - Ocurre un Golpe de Estado en Gabón.
- Declaraciones de David Grusch sobre los ovnis en el Congreso de los Estados Unidos.
- Catástrofe aérea de los líderes del Grupo Wagner, incluido Yevgueni Prigozhin.
- Protestas por el pacto entre el PSOE y las fuerzas independentistas en España.
- Abdicación de Margarita II de Dinamarca.
- Incidente del sumergible Titán.

### 2024
- Se recrudece la crisis humanitaria en Haití.
- Irán: Atentados de Kermán durante una ceremonia conmemorativa del asesinato de Qasem Soleimani.
- Derrumbe del puente Francis Scott Key en Maryland (Estados Unidos).
- Reelección de Vladímir Putin como presidente de Rusia.
- Colisión de 2 aviones en el Aeropuerto Internacional de Haneda en Tokio (Japón).
- Ataques israelíes a Irán como consecuencia de los ataques ocurridos el pasado 13 de abril.
- Protestas estudiantiles en Estados Unidos:
  - Protestas en la Universidad de Columbia
  - Protestas en la Universidad de California en Los Ángeles
- Ingreso de Suecia a la OTAN convirtiéndose en el estado miembro número 32.
- Gordana Silianovska-Davkova: primera mujer presidenta de Macedonia del Norte.
- Fracasa un golpe de Estado en la República Democrática del Congo.
- En la ciudad mexicana de San Pedro Garza García, un templete colapsa mientras hacía un mitin político, Jorge Álvarez Máynez del partido Movimiento Ciudadano.
- Fracasa un intento de golpe de Estado en Bolivia.
- 56 años después, un presidente de los Estados Unidos —Joe Biden— no se presenta a la reelección presidencial.
- Capturan a Ismael Zambada García en Texas (EE. UU.).
- Nusantara se convierte en la nueva capital de Indonesia.
- Asesinato de Ismail Haniya —líder político de Hamás—.
- Alemania:
  - Asesinadas 3 personas en un atentado del Estado Islámico en Solingen.
  - Asesinadas 5 personas en un atentado yihadista en un mercado navideño en Magdeburgo.
- Ley marcial de Corea del Sur: Destitución del presidente Yoon Suk-yeol.
- Asesinato del CEO de UnitedHealth Group, Brian Thompson.
- Durante el año 2024 hasta la actualidad:
  - México: Guerra interna del Cártel de Sinaloa.
- Terremoto de magnitud 7,5 en Taiwán.
- Inundaciones en el estado brasileño de Río Grande del Sur.
- Huracanes Helene y Milton impactan el sureste de los Estados Unidos dejando varios muertos, heridos y daños.

### 2025
- Justin Trudeau dimite como primer ministro de Canadá tras nueve años en el cargo.
- Nicolás Maduro, toma posesión para un tercer mandato en medio de múltiples acusaciones de fraude electoral en las elecciones del año pasado y protestas convocadas por la oposición venezolana.
- Hallazgo del campo de exterminio de Jalisco (México).
- España padece un apagón eléctrico a nivel nacional junto a Portugal, Andorra y parte de Francia.
- Friedrich Merz (CDU), canciller de Alemania.
- Terremoto de magnitud 7,1 en el Tíbet, China.
- Estados Unidos: Inundaciones en Texas dejan más de 120 muertos.
- República Dominicana: Durante una presentación de Rubby Pérez, el techo de una discoteca colapsa dejando 230 muertos entre ellos la gobernadora de la provincia de Monte Cristi y el propio Rubby.

## Política y guerras

### Tendencias políticas
Tras sufrir un declive en los años posteriores a la Gran Recesión de 2008, la política de centroizquierda y el modelo político de la década de 1990 (como el progresismo, el liberalismo, la socialdemocracia y las políticas de tercera vía) experimentaron un resurgimiento en toda Europa y la anglosfera a principios de la década de 2020, y New Statesman sugiere varias causas, incluidos los cambios naturales en el ciclo electoral y la impopularidad de los líderes conservadores entre los votantes menores de 40 años.
Tras la elección de Donald Trump en las elecciones presidenciales de Estados Unidos de 2024, a mediados de la década de 2020 se produjo el resurgimiento del populismo de derecha y del modelo político de la década de 1980 (como las ideologías trumpistas del conservadurismo, conservadurismo social y políticas anticomunistas).
2024 fue el año electoral más importante de la historia, y varios países anunciaron elecciones anticipadas, como Portugal, Senegal, el Reino Unido, Francia, Sri Lanka, Japón, Islandia e Irlanda. Esta es la primera vez que esto sucede desde 1905 (cuando se registraron los primeros datos) y la primera vez en la historia de la democracia, ya que el sufragio universal comenzó en 1894.

### Muertes
Los líderes en funciones que murieron en el cargo fueron Qaboos bin Said de Omán, Pierre Nkurunziza de Burundi, Amadou Gon Coulibaly de Costa de Marfil, Sheik Sabah al-Sabah de Kuwait, John Magufuli de Tanzania, Idriss Déby de Chad, Jovenel Moïse de Haití, Jalifa bin Zayed Al Nahayan de los Emiratos Árabes Unidos, Isabel II del Reino Unido, Nawaf Al-Áhmad Al-Yáber Al-Sabah de Kuwait, Hage Geingob de Namibia, Ebrahim Raisi de Irán, Nguyễn Phú Trọng de Vietnam, Didier Guillaume de Mónaco y el Papa Francisco .

## Ciencia y tecnología

### Vuelos espaciales
Se espera que continúe la tendencia hacia la reducción de costos en el acceso a la órbita. Vulcan está reemplazando a sus predecesores más caros. Desde 2023, SpaceX está probando su Starship totalmente reutilizable con misiones orbitales. En 2024, Blue Origin planea el vuelo inaugural del New Glenn con una primera etapa reutilizable y se espera que el Ariane 6 reemplace al retirado y más caro Ariane 5 .
Marte sigue siendo un foco de misiones a otros planetas, con tres misiones lanzadas en 2020 (por China, Emiratos Árabes Unidos y Estados Unidos) y al menos una misión planificada para 2024, 2026 y 2028.
En 2028, como parte de la misión de retorno de muestras a Marte de la NASA y la ESA, la NASA planea lanzar un módulo de aterrizaje de recuperación de muestras. En 2027, la ESA planea lanzar el Earth Return Orbiter, que transportará las muestras recuperadas de Marte a la Tierra en 2033. China también está planeando recuperar muestras de Marte en 2031.
La NASA planea el regreso de los humanos a la Luna en 2025. El primer lanzamiento sin tripulación del Sistema de Lanzamiento Espacial tuvo lugar en 2022. El primer lanzamiento tripulado está previsto para septiembre de 2025.  Además, la NASA planea ensamblar el Lunar Gateway en la órbita lunar. A mediados de la década de 2030 podría comenzar una exploración tripulada de Marte. SpaceX, una empresa privada, también ha anunciado planes para llevar humanos a Marte en la década de 2020, con el objetivo a largo plazo de permitir la colonización de Marte .
El telescopio espacial James Webb se lanzó en 2021. La NASA planea lanzar el Telescopio Espacial Nancy Grace Roman, que tendrá un campo de visión 100 veces más grande que el del Telescopio Espacial Hubble, entre octubre de 2026 y mayo de 2027.
Se espera que el NEO Surveyor de la NASA, cuyo lanzamiento está previsto para junio de 2028 a más tardar,  sea capaz de detectar al menos el 90% de los objetos cercanos a la Tierra de más de 140 metros (459,3 pies), un objetivo impuesto por el Congreso de los Estados Unidos en 2005.
Se esperaba que el número de satélites pequeños lanzados anualmente creciera a alrededor de mil (estimación de 2018), principalmente satélites de comunicaciones en grandes constelaciones  pero los lanzamientos superaron rápidamente esta estimación, principalmente debido al rápido despliegue de las constelaciones Starlink y OneWeb. Entre 2020 y 2022 se lanzaron alrededor de 3500 satélites Starlink  y 500 satélites OneWeb.

### Inteligencia artificial
El auge de la IA es un período continuo de rápido progreso en el campo de la inteligencia artificial (IA) que comenzó a fines de la década de 2010 antes de ganar prominencia internacional a fines de 2022 con el lanzamiento público de ChatGPT y DeepSeek a principios de 2025. Los ejemplos incluyen modelos de lenguaje de gran tamaño y aplicaciones de IA generativa desarrolladas por OpenAI, así como predicción de plegamiento de proteínas dirigida por Google DeepMind. A este período a veces se le denomina primavera AI, para contrastarlo con los inviernos AI anteriores.
- DeepMind resuelve el problema del plegamiento de proteínas con una precisión del 90 por ciento, un gran desafío de 50 años de antigüedad, en CASP 14 en 2020.[28]
- Sistemas artísticos de IA de texto a imagen como Dall-e (1, 2 y 3) y Stable Diffusion son capaces de generar imágenes altamente detalladas y realistas a partir de indicaciones de texto.
- Los modelos de lenguaje grandes, como ChatGPT de OpenAI, Claude de Anthropic y Llama de Meta, fueron ampliamente adoptados en 2023 y 2024.[29]
- A principios de 2024, OpenAI lanzó una nueva tecnología llamada Sora (modelo de texto a video), un modelo de video que genera videoclips cortos basados en indicaciones del usuario y también puede ampliar videos cortos existentes. Sora se lanzó públicamente para los usuarios de ChatGPT Plus y ChatGPT Pro en diciembre de 2024. Esto ha revolucionado la industria del video, ya que esta máquina genera videos en menor tiempo, lo que lleva a que más empresas adopten videos de IA, siendo el comercial navideño de Coca-Cola el primero en hacerlo.[30]

### Comunicaciones
- La tecnología 5G se generalizó cada vez más durante la década.
- En 2020, la impresión 3D había alcanzado una calidad decente y un precio asequible, lo que permitió que muchas personas tuvieran impresoras 3D.
- La resolución 8K y la resolución 4K se están volviendo predominantes en la electrónica de consumo.

### Software y plataformas electrónicas
- El soporte para Adobe Flash Player finalizó el 31 de diciembre de 2020.
- El sistema operativo Windows 11 se lanzó el 5 de octubre de 2021, sucediendo a Windows 10 .
- El soporte para Internet Explorer en el Canal Semestral (SAC) de Windows 10 finalizó el 15 de junio de 2022.
- El soporte de ESU para Windows 7 y el soporte extendido para Windows 8.1 y Windows RT finalizó el 10 de enero de 2023. Algunas versiones de Windows 10, como Windows 10 2106 LTSB, ya están fuera del soporte principal, algunas versiones están fuera de todo soporte y otras lo estarán pronto, es decir, el 14 de octubre de 2025, mientras que algunas versiones Enterprise recibirán soporte por más tiempo.

## Sociedad

### Efectos tras la pandemia de COVID-19

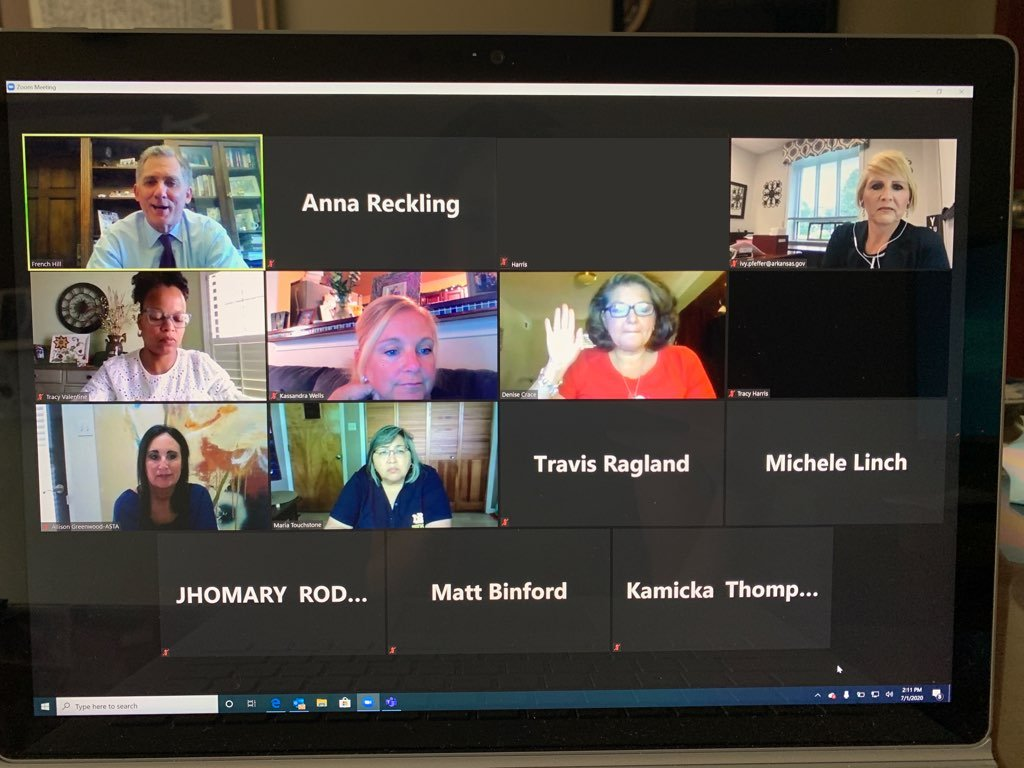
Entre el año 2020 y 2021 comenzaron con un aumento de las videoconferencias debido a la pandemia, mientras que muchas instituciones educativas y lugares de trabajo cambiaron al aprendizaje a distancia y al trabajo remoto durante y después de la pandemia. Las videoconferencias a gran escala se convirtieron en una realidad y más comunes durante la década de 2020.

Los expertos médicos asesoraron y las autoridades locales a menudo ordenaron quedarse en casa para evitar reuniones de cualquier tamaño. Estas reuniones serían reemplazadas por teleconferencias o, en algunos casos, por intentos no convencionales de mantener el distanciamiento social con actividades como cantar en el balcón de un concierto o un "desfile de cumpleaños" para una fiesta de cumpleaños. Los reemplazos de reuniones se consideraron importantes para la salud mental durante la crisis. El aislamiento social entre los consumidores de alcohol también adoptó una tendencia hacia el Kalsarikänni o "borrachera en pantalones", una cultura finlandesa de consumo antisocial de alcohol.
Las personas de bajos ingresos tenían más probabilidades de contraer el coronavirus y morir a causa de él. Tanto en la ciudad de Nueva York como en Barcelona, los barrios de bajos ingresos se vieron afectados desproporcionadamente por los casos de coronavirus. Las hipótesis que explican este hecho incluyen que las familias más pobres tenían más probabilidades de vivir en viviendas hacinadas y trabajar en empleos considerados esenciales durante la crisis, como supermercados y atención a personas mayores. En Estados Unidos, millones de personas de bajos ingresos pueden carecer de acceso a la atención sanitaria por no tener seguro médico o por tener un seguro insuficiente. Millones de estadounidenses perdieron su seguro de salud después de perder sus empleos. Muchos trabajadores de bajos ingresos en empleos de servicios quedaron desempleados.
A la pandemia del coronavirus le siguió la preocupación por un posible aumento de suicidios, agravado por el aislamiento social debido a las pautas de cuarentena y distanciamiento social, el miedo, el desempleo y factores financieros. Muchos países informaron un aumento de la violencia doméstica y de pareja atribuido a los confinamientos en medio de la pandemia de COVID-19. La inseguridad financiera, el estrés y la incertidumbre provocaron un aumento de la agresividad en el hogar y los abusadores pudieron controlar gran parte de la vida diaria de sus víctimas. La crisis de la mediana edad es una preocupación importante en términos de violencia doméstica, implicaciones sociales y suicidios de adultos de mediana edad en medio de la pandemia. El Secretario General de la ONU, António Guterres, pidió un "alto el fuego" en la violencia doméstica y la crisis de la mediana edad.

### Ambientalismo
- Team Seas es una recaudación de fondos colaborativa internacional fundada por los YouTubers Mark Rober y MrBeast el 29 de octubre de 2021, como continuación de la campaña de Team Trees. El objetivo de la recaudación de fondos era reunir 30 millones de dólares para eliminar 30 millones de libras de basura del océano antes de fin de año. También se asociaron con Ocean Cleanup y Ocean Conservancy.
- Los miembros de las Naciones Unidas acuerdan un marco jurídico para el Tratado de Alta Mar el 4 de marzo de 2023, que tiene como objetivo proteger el 30% de los océanos del mundo para 2030.

### Derechos LGBT
- En New Hampshire entró en vigor una ley que permite la opción de un tercer género en las licencias de conducir.[31]
- Suiza prohibió la discriminación basada en la sexualidad gracias a un referéndum, poniendo en vigor una ley previamente introducida en 2018, que fue posteriormente bloqueada por el gobierno que solicitó que primero se celebrara un referéndum sobre el asunto.[32]
- En Irlanda del Norte, se celebró el primer matrimonio entre personas del mismo sexo después de que la legislación legalizadora entrara en vigor en enero de 2020.[33]
- En Costa Rica, el matrimonio entre personas del mismo sexo y la adopción conjunta por parejas del mismo sexo se legalizaron el 26 de mayo de 2020.
- La Corte Suprema de los Estados Unidos dictaminó que la discriminación laboral contra los trabajadores por su orientación sexual o identidad de género es ilegal.[34]
- La Ley de Igualdad fue aprobada por la Cámara de Representantes de los Estados Unidos el 25 de febrero de 2021.
- En Argentina, el Ministerio del Interior comenzó a emitir documentos de identidad no binarios con marcador de género "X".
- El Departamento de Estado de Estados Unidos. emitió su primer pasaporte con un marcador de género "X" en octubre de 2021, destinado a apoyar a las personas no binarias.[35]
- El matrimonio entre personas del mismo sexo se legalizó en Suiza después de un referéndum en 2021 y entró en vigor en julio de 2022.
- En Chile, el matrimonio entre personas del mismo sexo y la adopción conjunta por parejas del mismo sexo se legalizaron el 10 de marzo de 2022.
- El matrimonio entre personas del mismo sexo se volvió legal en Eslovenia el 8 de julio de 2022 después de que el Tribunal Constitucional de Eslovenia dictaminara que la prohibición de los matrimonios entre personas del mismo sexo violaba la constitución nacional .
- El matrimonio entre personas del mismo sexo se legalizó en Cuba el 27 de septiembre de 2022 tras la aprobación del referéndum del Código de Familia cubano.
- Para octubre de 2022, la Ciudad de México y todos los estados mexicanos habían legalizado el matrimonio entre personas del mismo sexo, ya sea por legislación, acción ejecutiva o orden de la Suprema Corte.[36]
- El 1 de enero de 2024, el matrimonio entre personas del mismo sexo se volvió legal en Estonia.

## Cultura popular

### Cine
La pandemia de COVID-19 afectó gravemente los estrenos de películas, especialmente a principios de la década, lo que provocó una caída drástica en los ingresos de taquilla y muchas películas pospusieron su estreno o lo trasladaron a servicios de transmisión. Avatar: El camino del agua es la película más taquillera de la década hasta el momento, y actualmente la tercera película más taquillera de todos los tiempos. Otras películas que tuvieron éxito financiero en taquilla incluyen Top Gun: Maverick, Dune y su secuela Dune: Part Two y Wicked. Las películas de superhéroes en su mayoría continuaron teniendo buenos resultados financieros, como la mayoría de los éxitos del Universo Cinematográfico de Marvel, continuando con su "Saga Multiverso" (acompañada de una serie de programas y especiales creados exclusivamente en Disney+ que se interconectan con las películas).

En 2023, las películas Barbie y Oppenheimer se estrenaron el mismo día, lo que dio lugar a la creación del fenómeno de doble función conocido como "Barbenheimer". Ambas películas fueron un éxito comercial y de crítica.
También triunfaron adaptaciones de videojuegos con  Super Mario Bros.: la película, Minecraft y Sonic, la película y sus secuelas
Entre las películas de éxito crítico nominadas a premios se incluyen Nomadland, CODA, Everything Everywhere All at Once, Licorice Pizza, The Fabelmans, Killers of the Flower Moon, Past Lives, Elvis, Belfast, The Power of the Dog, Poor Things, Anora, The Substance, RRR, The Brutalist, Sin novedad en el frente, A Complete Unknown y Anatomy of a Fall.
Las películas animadas de éxito crítico incluyen Wolfwalkers, Teenage Mutant Ninja Turtles: Mutant Mayhem, The Sea Beast, Marcel the Shell with Shoes On, Guillermo del Toro's Pinocchio, Nimona, Soul, Robot Dreams,, Encanto, Puss in Boots: The Last Wish, Spider-Man: Across the Spider-Verse, Memoir of a Snail, Flow, Flee, Once Upon a Studio (que se hizo para celebrar el centenario de Disney), Ne Zha 2, Chicken for Linda! , Los Mitchell contra las máquinas, El niño y la garza, El robot salvaje y Las guerreras K-pop.

### Televisión
La década de 2020 comenzó con servicios de transmisión como Netflix, Amazon Prime Video, Apple TV+, Paramount+, Max, Showtime, Crunchyroll, Hayu, Hulu, Peacock, DAZN y Disney+. Los servicios de televisión en streaming con publicidad, como Pluto TV y YouTube TV, también se volvieron más populares.
Durante una transmisión en vivo de la 94.a edición de los Premios Óscar en 2022, el público en el auditorio y en sus casas vio conmocionado cómo el actor y músico Will Smith, quien fue nominado y ganó el premio a Mejor Actor esa noche por su actuación en la película biográfica King Richard, abofeteó al comediante y actor Chris Rock, quien estaba presentando Mejor Largometraje Documental, en la cara después de hacer una broma sobre la esposa de Smith, Jada Pinkett Smith. Tras el incidente de aquella ceremonia, después de recibir su Oscar, Smith fue suspendido de la Academia durante diez años.
Miles de millones de personas vieron la muerte y el funeral de estado de Isabel II en 2022, y se especula que la cobertura de los Juegos Olímpicos de Verano de 2024 en París será el evento televisivo especial más visto de la historia.

#### Animación
El anime japonés continuó aumentando en popularidad y atractivo global durante la década, con obras como Jujutsu Kaisen, Demon Slayer: Kimetsu no Yaiba, Chainsaw Man, Cyberpunk: Edgerunners, Oshi no Ko, Spy × Family, Delicious in Dungeon, Frieren, Dandadan, Solo Leveling, Suzume, The Boy and the Heron, Vinland Saga, Kaiju No. 8, Attack on Titan y One Piece llegando a grandes audiencias internacionales.
Programas animados nuevos y aclamados por la crítica para adolescentes y adultos como The Midnight Gospel, Harley Quinn, The Amazing Digital Circus, Skibidi Toilet, Hazbin Hotel, Primal, Love, Death & Robots, Sangre de Zeus, Invencible, Arcane, Devil May Cry y Smiling Friends se lanzaron en la década de 2020, junto con otros programas animados como Hilda, Bluey, El mundo de Craig, Amphibia, Star Wars: Visions y The Owl House.

#### Live Action
Una variedad de programas en servicios de transmisión como El juego del calamar, Severance, Never Have I Ever, Tulsa King, Ted Lasso, Beef, The Boys, Extraordinary Attorney Woo, Only Murders in the Building, Wednesday, The Sex Lives of College Girls, Euphoria, Abbott Elementary, The Bear, The Pitt, Shōgun, The Witcher, The White Lotus, Alice in Borderland, Hacks, The Diplomat, Yellowstone, The Last of Us, Succession, Star Trek: Strange New Worlds y Tiger King ganaron popularidad. La gran cantidad de programas diferentes en numerosos servicios de streaming en competencia dieron lugar a lo que se ha denominado las "guerras del streaming" de principios de la década de 2020. También ganaron popularidad miniseries como The Queen's Gambit, Dahmer – Monster: The Jeffrey Dahmer Story, Daisy Jones & the Six, Beef, Mr Bates vs The Post Office, Mrs. America, Mare of Easttown y Pam & Tommy.

### Musica

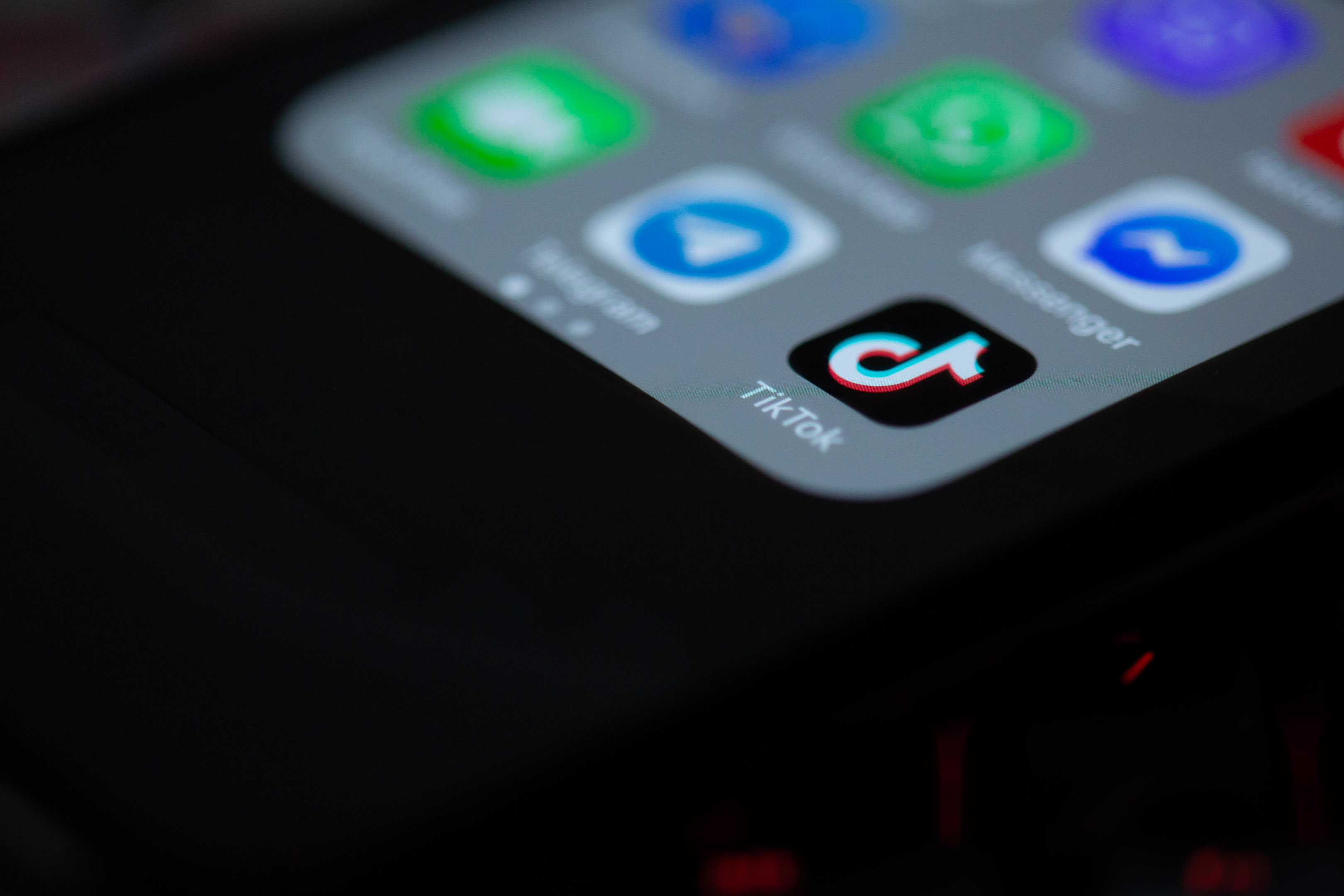
El sitio para compartir videos TikTok se convirtió en una gran influencia en la cultura pop y la industria musical a principios de la década de 2020.

En 2020, TikTok, un servicio de videos en línea, se había vuelto extremadamente popular como plataforma de música en las redes sociales. Los usuarios en plataformas de streaming como Spotify, YouTube Music, Deezer, Amazon Music y Apple Music han aumentado debido a la pandemia de COVID-19. Festivales como Coachella fueron cancelados debido al virus. La pandemia de COVID-19 devastó el negocio del turismo. 
El Pop, hip hop, R&B, nu-disco i synthpop prevaleció en la primera parte de la década. 
Además del resurgimiento y revaloración de la música rock con el auge del pop punk y el shoegaze.
Entre los artistas más representativos de esta década se destacan: Taylor Swift, Dua Lipa, Drake, Kendrick Lamar, Nicki Minaj, Justin Bieber, The Weeknd, Olivia Rodrigo, BTS, Ariana Grande, Harry Styles y Bad Bunny, así como se destaca la gira musical The Eras Tour de Taylor Swift (2023 - 2024), que se ha convertido en la gira musical más recaudadora de la historia por algún artista en general, otras giras que han logrado récords en esta década son: Music of the Spheres World Tour de Coldplay (2022 - 2024), Love On Tour de Harry Styles (2021 - 2023) y Renaissance World Tour de Beyoncé (2023). A principios de los años 20 también se produjo el regreso extraordinario de los Beatles y los Rolling Stones con una nueva canción y un álbum, respectivamente, que encabezaron las listas inmediatamente después de su lanzamiento. En 2022 se produjo un resurgimiento de la canción de Kate Bush, Running Up That Hill, debido a su aparición en el programa Stranger Things. A partir de 2023, la música country ha experimentado un aumento de popularidad con artistas como Luke Combs y Morgan Wallen encabezando las listas junto con artistas como Beyoncé y Post Malone lanzando álbumes country.
En el ámbito hispano, algunos artistas presentan nuevos proyectos donde los géneros como los corridos tumbados y el reggueaton predominan en la primera mitad de esta década, destacan artistas como Peso Pluma, Fuerza Regida, Grupo Firme, Grupo Frontera, Tini, Joaqui, Maluma,  Cazzu, Piso 21, Nicki Nicole, Bad Bunny, Rosalía, Feid, Kenia Os como principales exponentes de estas nuevas corrientes.
Así mismo, se consolidan la carrera de algunos cantantes hispanos como Shakira, quien en 2024 publica su duodécimo álbum de estudio Las mujeres ya no lloran, así mismo, la mexicana Natalia Lafourcade lanza en esta década varios álbumes donde se trabaja con ritmos latinoamericanos como en De todas las flores (2022). Julieta Venegas lanza su octavo disco de estudio titulado Tu Historia en donde se ven influencias del pop alternativo de América Latina.

### Videojuegos
La novena generación de consolas comenzó en noviembre de 2020. La industria sigue siendo dominada por Nintendo, Sony y Microsoft con el lanzamiento de Xbox Series X/S y PlayStation 5, mientras que Nintendo Switch sigue siendo popular desde la década anterior hasta que llego el 5 de junio de 2025 la Nintendo Switch 2. Los avances tecnológicos en las consolas incluyeron soporte para gráficos de trazado de rayos en tiempo real y salida para resolución 4K o incluso 8K. Los medios físicos continuaron siendo reemplazados por la distribución en línea de juegos, y la Xbox Series S y la PlayStation 5 Digital Edition carecían de unidad óptica. Steam Deck se lanzó en 2022 como un intento de Valve de llevar los juegos de nivel de PC a un formato portátil estilo Nintendo Switch.
Durante la década, los juegos de PC continuarían creciendo rápidamente mientras que el mercado de los juegos de consola permanecería más estancado. La creciente mayoría de los desarrolladores de videojuegos también se centrarían principalmente en desarrollar sus proyectos para PC.
Se lanzaron juegos de gran éxito como Elden Ring, Ghost of Tsushima, God of War Ragnarök, Baldur's Gate 3, Black Myth: Wukong, Astro Bot y The Last of Us Part II, que ganaron varios premios al mejor juego del año, lo que indica un cambio hacia juegos centrados en la narrativa y en el modo para un solo jugador en comparación con el final de la década de 2010, cuando dominaba la popularidad de los juegos multijugador. Sin embargo, entre los juegos multijugador de gran éxito se incluyen Call of Duty: Warzone, Fall Guys, Fate/Grand Order, Fortnite, Genshin Impact, Honkai: Star Rail, It Takes Two, Uma Musume Pretty Derby, Minecraft, Roblox, Dead by Daylight, Overwatch 2, League of Legends y Valorant. El juego de detectives Among Us ganó popularidad en 2020 y se convirtió en una sensación mundial, en gran medida atribuida a las órdenes globales de quedarse en casa durante la pandemia de COVID-19.

## Religión

### En el catolicismo
El papa Francisco reforma la Curia. El Obispo de Roma consagra Rusia y Ucrania.
De igual manera, se realiza el Jubileo del 2025 en la Ciudad del Vaticano, teniendo fechas entre el 24 de diciembre de 2024 hasta el 6 de enero del 2026, desarrollándose de igual manera durante todo el año 2025.

## Moda
La moda de principios de la década de 2020 se caracterizó por una variedad de estilos e influencias de diferentes épocas. Durante este período, continuó la tendencia hacia la individualidad y la autoexpresión en la vestimenta. Los jóvenes Millennials y la Generación Z han sido testigos de un notable resurgimiento de los estilos de moda de finales de los años 1980, 1990 y 2000 en la industria de la moda. Un ejemplo destacado de esto es el resurgimiento de tendencias como los crop tops, los jeans holgados y elementos de la estética Y2K. 
Las prácticas de moda sustentable cobraron importancia, con una mayor conciencia de los materiales y procesos de producción respetuosos con el medio ambiente. Las influencias de la cultura de las redes sociales también fueron inconfundibles, ya que los influencers y las celebridades ejercieron una fuerte influencia en las tendencias de la moda. La popularidad de plataformas en línea como Instagram y TikTok contribuyó a la rápida propagación de tendencias, al tiempo que permitió que florecieran estilos y subculturas de nicho.

## Arquitectura
Hay un resurgimiento de la arquitectura expresionista. El SoFi Stadium y el Intuit Dome se completaron en septiembre de 2020 y en agosto de 2024 son un componente de Hollywood Park, un vecindario planificado en desarrollo en Inglewood, California. El lugar sirve como hogar de Los Angeles Clippers, los Rams y los Chargers. Ambos albergaron el Super Bowl LVI en febrero de 2022, el Juego de Estrellas de la NBA de 2026 en febrero de 2026 y la Copa Mundial de la FIFA de 2026 en junio de 2026. El estadio y arena también albergará las ceremonias de apertura y clausura, eventos acuáticos (natación y buceo) y eventos de baloncesto para los Juegos Olímpicos de Verano de 2028, que se celebrarán en Los Ángeles, California, Estados Unidos.
La Torre de la Unidad en Cracovia se completó finalmente el 30 de septiembre de 2020. La construcción del edificio comenzó originalmente en 1975, pero se detuvo definitivamente en 1981 debido a las limitaciones económicas y los disturbios políticos de la época. Debido a la semejanza del edificio inacabado con un esqueleto, recibió el apodo de Skeletor, el archienemigo de He-Man y los Masters del Universo, que era popular en Polonia en el momento en que comenzó la construcción.
Varios desarrollos en Arabia Saudita para lograr la Visión Saudita 2030, como los estadios de la Copa Mundial de la FIFA 2034, Al-Qiddiya, The Line de Neom, la Torre Jeddah, Roshn y el sitio de la Expo 2030 de Riad.
El Gran Anillo fue construido y diseñado por las firmas japonesas Tohata Architects y Azusa Sekkei, el edificio se convirtió en el símbolo de la famosa Expo 2025 en Osaka, Japón.  Fue reconocida por el Libro Guinness de los Récords como la estructura arquitectónica más grande del mundo (área certificada: 61.035,55 m² ). 

## Deportes

### 2020
- Muerte de Kobe Bryant y de su hija Gianna en un accidente de helicóptero junto a otros 7 pasajeros.
- Debido a la Pandemia de COVID-19, se suspenden las competiciones en diversos deportes; fútbol, tenis, entre otros.[68][69][70][71][72][73][74]
- Los Juegos Olímpicos de Verano en Tokio, se aplazan para el 2021 debido a la pandemia de COVID-19.[75]
- La Eurocopa y la Copa América, previstas para 2020, fueron aplazadas para el 2021.
- Fallece Diego Armando Maradona a causa de un edema pulmonar.
- Se cancela Wimbledon por COVID-19.[76]
- Se reanuda la Liga Española en junio, sin público.[77]
- El Liverpool conquista la Premier League, 30 años después.
- Barcelona 2-8 Bayern Múnich
- Dominic Thiem, campeón del US Open 2020, es el primero nacido en los 90 que gana un Major.
- Iga Świątek, campeona en el Torneo de Roland Garros, se convierte en la primera tenista polaca en ganar un Grand Slam.
- 11 de octubre:
  - Rafael Nadal gana Roland Garros por decimotercera vez e iguala a Roger Federer en títulos de Grand Slam con 20
  - Lewis Hamilton iguala a Michael Schumacher en conquista de Grande Premios de Fórmula 1 —91—. Al mes siguiente igualaría con el piloto alemán en número de títulos —7— logrados.
  - Los Angeles Lakers igualaron a los Boston Celtics en títulos de NBA con 17.
- Robinho, jugador del Real Madrid y el AC Milan entre otros, es condenado a 9 años de cárcel por cometer una violación.

- Principal referencia:[78]

### 2021
- Celebración de la XXXII edición de los Juegos Olímpicos y de la XVI edición de los Juegos Paralímpicos en Tokio (Japón).
  - Yulimar Rojas
- Competiciones continentales (fútbol)
  - La Argentina absoluta ganó un título oficial después de 28 años al vencer 1-0 a Brasil en la final de la Copa América: consecuentemente, Lionel Messi ganó su primer título con la selección mayor. Añadir que es la primera edición de la Copa que pierde Brasil siendo local.
  - Fracasa en menos de 48 horas el proyecto de la Superliga europea de fútbol.
  - El Villarreal gana su primera Europa League.
  - El Bayern Múnich logra igualar el Sextete del FC Barcelona al ganar el Mundial de Clubes 2020.
- Competiciones nacionales (fútbol)
  - El Inter de Milán pone final a la hegemonía de la Juventus de Turín —con nueve títulos consecutivos— ganando el Scudetto.
  - Los clubes Cruz Azul y Atlas se convirtieron en campeones de la Liga MX rompiendo así sus sequías de 24 y 70 años respectivamente.
  - Leicester City gana la FA Cup por primera vez.
- Mercado de fichajes
  - Sergio Ramos abandona el Real Madrid tras 16 años y 22 títulos con ese equipo, incluyendo 4 Ligas de Campeones; y se anuncia su marcha al Paris Saint-Germain.
  - Leo Messi abandona el FC Barcelona después de 17 temporadas y 35 títulos con ese equipo y también se marcha al Paris Saint-Germain.
  - Gianluigi Buffon abandona definitivamente la Juventus F.C. y regresa al Parma.
  - Raphaël Varane abandona el Real Madrid y toma rumbo al Manchester United; en el club blanco ganó 4 Ligas de Campeones.
  - Cristiano Ronaldo regresa al Manchester United.
- Tenis
  - Novak Djokovic iguala a Roger Federer y a Rafael Nadal en cantidad de títulos de Grand Slam (20) al vencer a Matteo Berrettini en la final de Wimbledon —primer italiano en disputar una final de dicho torneo—.
  - Tras lograr el título en el US Open, Emma Raducanu es la primera ganadora de un Major que proviene desde la clasificación, lo que significó ganar 10 partidos para lograr el campeonato.
  - Daniil Medvédev, campeón del US Open 2021, primer jugador de los 90 en ganarle una final de Grand Slam al Big 3 (Federer, Nadal, Djokovic); en este caso fue al balcánico.
  - Garbiñe Muguruza se convirtió en la primera tenista española en ganar el WTA Finals, anteriormente conocido WTA Tour Championships.

- Principal referencia:[79]

### 2022
- Fallece Pelé, tras una larga lucha contra el cáncer de colon que padecía.
- Se celebraron la XXIV edición de los Juegos Olímpicos y de la XIII edición de los Juegos Paralímpicos de Invierno de Pekín (China) —siendo la primera ciudad que acogió los Juegos Olímpicos de Verano (en 2008) e Invierno—.
- Fútbol
  - Se celebra la Copa Mundial de fútbol en Catar. Fue la primera vez que el evento se llevó a cabo en un país de Medio Oriente y también la primera que se realizó a finales de año. La selección de Argentina capitaneada por Lionel Messi se consagra campeona tras vencer a Francia en penales, obteniendo su tercer título mundial en su historia.
  - El Chelsea gana el Mundial de Clubes por primera vez.
  - La selección de fútbol de Senegal gana su primer trofeo en la Copa Africana, que debió disputarse el pasado año, pero se canceló debido a la Pandemia de COVID-19.
  - Debido a la invasión rusa de Ucrania, los equipos rusos y la selección rusa quedan excluido de todas las competiciones FIFA y UEFA
  - El Paris Saint-Germain se convierte en el equipo más laureado de Francia, igualado con el A. S. Saint-Étienne, al lograr su 10.ª liga.
  - Carlo Ancelotti se convierte en el primer entrenador en ganar el campeonato liguero en las 5 Grandes Ligas (Italia, Inglaterra, Francia, Alemania y España), tras ganar la Liga 2021-22 con el Real Madrid.
  - Real Madrid ganó su quinta Supercopa de Europa, igualando al Barcelona y al Milán en lo más alto del palmarés.
  - En un partido entre el Atlas y el Querétaro F. C. ocurre una riña campal entre los aficionados de ambos equipos en el Estadio Corregidora ubicado en la ciudad de Querétaro (México), considerada como la mayor tragedia en toda la historia del fútbol mexicano.
  - Flamengo gana su Tercera Copa Libertadores: con este título los equipos brasileños han quedado campeones en 5 de los últimos 6 torneos; asimismo con esta victoria encadenan ya 4 títulos consecutivos, igualando las marcas del fútbol argentino (1967-70) y (1972-75) y del brasileño (2010-2013)
  - Fallecen 129 personas en la tragedia del estadio Kanjuruhan en Java (Indonesia).
- Tenis
  - Caso de deportación de Novak Djokovic de Australia, e inhabilitado por lo tanto para disputar el Abierto de ese país.
  - Rafael Nadal gana el Abierto de Australia a Daniil Medvédev tras estar 2 sets abajo y 0-40 en el tercer set; de este modo logró su título 21 de Grand Slam y por lo tanto es el tenista con más títulos de Grand Slam; posteriormente en junio, amplió su historial a 22 Majors venciendo en la final del Torneo de Roland Garros 2022 a Casper Ruud, después de haber vencido al número 1 Novak Djokovic en cuartos de final; además ganó a otros 2 Top-10; Félix Auger-Aliassime en cuarta ronda y a Alexander Zverev en semifinales. Del mismo modo es importante destacar que el noruego es el primero de su nacionalidad que llega a una final de Grand Slam.
  - Taylor Fritz, primer jugador de la next-gen (nacido en los 90 hacia adelante) que le gana una final a Rafael Nadal; además, el balear llevaba una racha de 13 finales seguidas ganadas, 15-0 en finales frente a la next gen y 21-0 en victorias en el 2022.
  - Carlos Alcaraz, primer español hombre que gana el Masters de Miami en categoría individual. Adicionalmente, ganó el Masters de Madrid venciendo a Rafael Nadal en cuartos de final y a Novak Djokovic en semifinales, convirtiéndose en el primer jugador en ganar a ambos jugadores en polvo de ladrillo en un mismo torneo; asimismo con la victoria frente a Alexander Zverev se convierte en el jugador más joven en haber ganado a 3 Top-5 en un mismo torneo.
  - Wimbledon decide que los tenistas rusos y bielorrusos no disputen el Grand Slam de este año, debido a la invasión rusa de Ucrania, lo que afecta a tenistas como Daniil Medvédev, Andréi Rublev o a Iliá Ivashka en el cuadro masculino, y a Victoria Azárenka, Aryna Sabalenka o Anastasía Pavliuchénkova en el cuadro femenino. Esto supuso que, tanto la ATP como la WTA, le retirasen los puntos para el ranking al torneo británico.
  - Carlos Alcaraz vence a Casper Ruud en el Abierto de Estados Unidos 2022, logrando su primer título de Grand Slam y alcanzando el número 1 del ranking ATP, convirtiéndose en el número 1 más joven de la historia con 19 años, 4 meses y 7 días. Asimismo, es el primer tenista nacido en los 2000 en ganar un major.
- Ciclismo
  - Biniam Girmay logra ser el primer ciclista africano en ganar una clásica de ciclismo al imponerse en la Gante-Wevelgem 2022, así mismo, se convirtió en el primer ciclista negro en ganar una etapa en una Gran Vuelta, al vencer en la 10.ª etapa del Giro de Italia 2022.
  - Jai Hindley se convierte en el primer ciclista australiano en ganar el Giro de Italia, después de superar en el podio final al ecuatoriano Richard Carapaz y al español Mikel Landa.
  - Remco Evenepoel gana la Vuelta a España 2022, convirtiéndose en la primera Gran Vuelta que gana el ciclista belga, rompiendo la sequía de 44 años de Bélgica sin ganar una Gran Vuelta. Por otra parte, el español Juan Ayuso, se convirtió en el ciclista más joven en 118 años en hacer podio en una Gran Vuelta, con 19 años, 11 meses y 25 días.[80]

- Principales referencias:[81][82]

### 2023
- Celebraciones
  - XIX Juegos Panamericanos en Santiago de Chile.
  - XXIV Juegos Centroamericanos y del Caribe en San Salvador (El Salvador).
  - III Juegos Europeos en Cracovia (Polonia).
  - XVII Juegos del Pacífico en Honiara (Islas Salomón).
  - X edición de la Copa Mundial de Rugby, en Francia.

- Fútbol

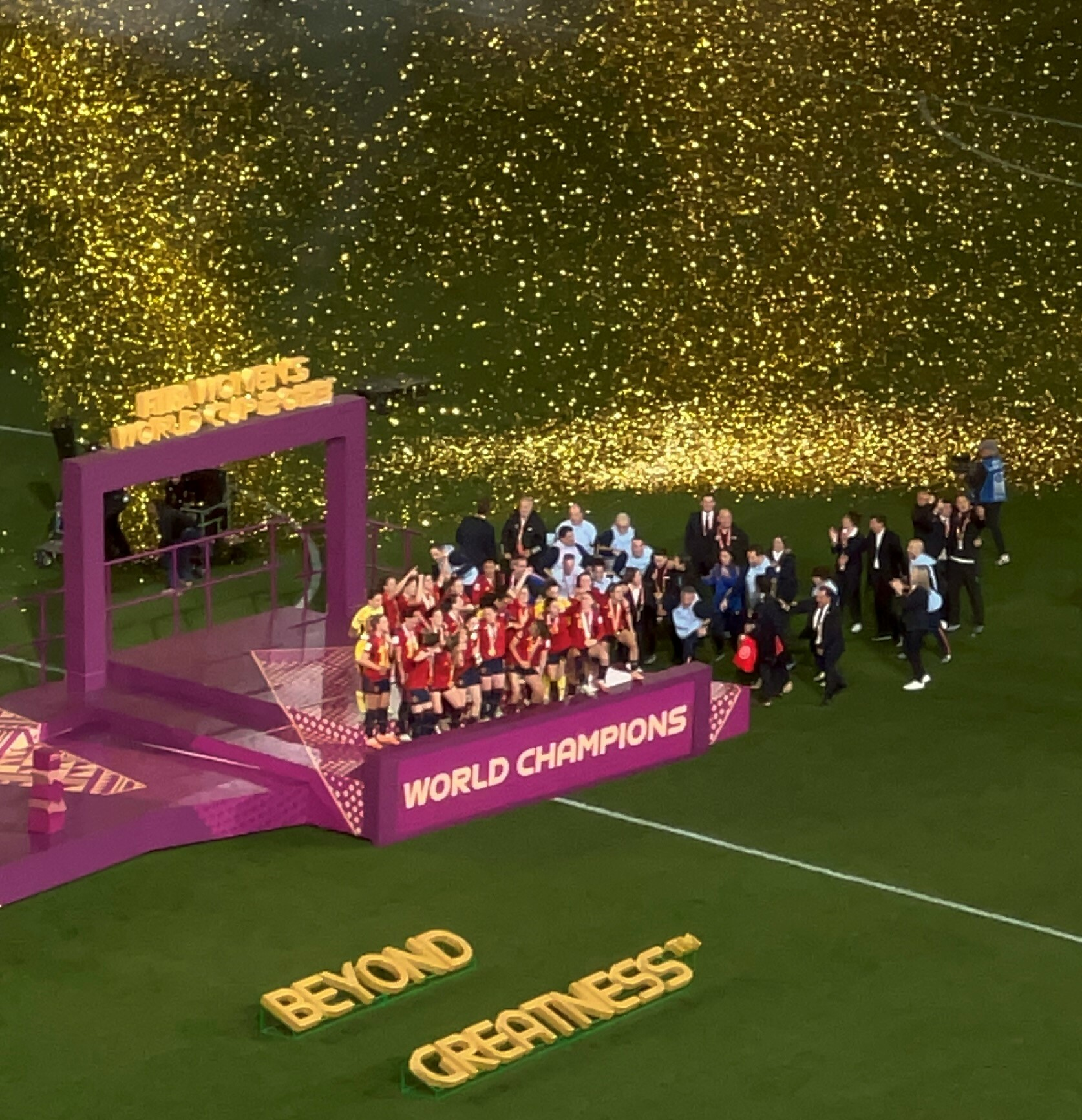

- - Manchester City gana su primer Mundial de Clubes.
  - El Manchester City gana la primera Champions de su historia. De esta forma, Mánchester se une a Milán como las únicas ciudades en tener 2 campeones de Europa.
  - El Fluminense gana su primera Copa Libertadores. De este modo, los equipos brasileños acumulan cinco títulos consecutivos, récord en la competición.
  - El Napoli se corona campeón de Serie A y terminó una racha de 21 años en la que alguno de los 3 grandes (Milan, Inter, Juventus) ganó el título; desde el campeonato de la Roma en 2001.
  - PSG ganó su undécima Ligue 1 y ya es el equipo más laureado en el campeonato liguero, superando los 10 títulos del Saint-Etienne.
  - Bayern Múnich ganó su úndecima Bundesliga consecutiva. Con esto dicho, desde 2015, con la quinta Champions de Barcelona, es el equipo con 5 o más Copas de Europa con más títulos de Liga consecutivos (8).
  - Liverpool 2-5 Real Madrid; primera vez que el equipo red encaja 5 goles en Anfield por la Liga de Campeones. Asimismo, los de Merseyside se convierten en el primer equipo con 5 o más Copas de Europa en recibir 5 goles como local en Liga de Campeones.
  - Karim Benzema abandona el Real Madrid tras casi 14 años.
  - Sergio Busquets, Jordi Alba y Ousmane Dembélé abandonan el Fútbol Club Barcelona.
  - Roberto Firmino abandona el Liverpool F.C. tras 8 años.
  - La selección femenina de fútbol de España gana el primer Mundial femenino de su historia, con la consecución de la Copa Mundial Femenina de Fútbol de 2023, venciendo en la final por 1-0 a Inglaterra con un gol de Olga Carmona.
  - Caso Rubiales.
  - Sergio Ramos vuelve al Sevilla después de 17 años.
- Tenis
  - Novak Djokovic gana su Grand Slam 23 y supera a Nadal.
  - Markéta Vondroušová es la primera campeona de Wimbledon que no es cabeza de serie.
- Baloncesto
  - Denver Nuggets gana el primer anillo de su historia.
- Ciclismo
  - Tadej Pogačar gana en abril el Tour de Flandes, logrando su cuarto Monumento como ciclista profesional.
  - En agosto se celebra el primer Super Mundial de ciclismo en Glasgow, incluyendo todas las disciplinas existentes en el calendario olímpico.
- Pádel
  - El World Padel Tour pone punto final a su trayectoria tras 11 ediciones, con la disputa del Master Final de Barcelona, que ganaron Paquito Navarro y Federico Chingotto.

- Principal referencia:[83]

### 2024
- Celebración de los XXXIII Juegos Olímpicos de Verano, en París (Francia).
  - El tenista serbio, Novak Djokovic, gana el oro y completa el Golden Slam.[84]
  - El saltador con pértiga sueco Armand Duplantis, gana el oro batiendo el récord mundial (6.25 m)[85]
  - La nadadora estadounidense Katie Ledecky iguala a Larisa Latýnina con 9 oros olímpicos y ambas son las mujeres con más oros olímpicos de la historia.[86]
  - La jinete alemana Isabell Werth logra su octavo oro individual y se convierte en el primer deportista en ganar un oro, y medalla en general en 7 Juegos Olímpicos diferentes[87]
  - El tenista de mesa chino Ma Long se convierte en el deportista olímpico más laureado del mencionado país con 6 oros.[88]
  - El basquetbolista estadounidense Kevin Durant gana su cuarto oro olímpico, y ya es el más laureado en la mencionada disciplina[89]
  - El luchador grecorromano cubano, Mijaín López Núñez primer atleta en ganar oro en cinco Juegos Olímpicos consecutivos en una modalidad individual.[90]
  - La basquetbolista estadounidense, Diana Taurasi, primer deportista en ganar Oro Olímpico en 6 Juegos Olímpicos consecutivos[91]
  - Los futbolistas españoles Fermín López y Álex Baena se convierten en los únicos jugadores junto al francés Albert Rust en ganar Oro Olímpico y Eurocopa en el mismo año.[92]
  - El belga Remco Evenepoel se convierte en el primer ciclista en lograr ganar la medalla de oro en la prueba contrarreloj y en ruta en unos mismos Juegos Olímpicos.[93]
  - La velocista Julien Alfred gana la primera medalla olímpica en la historia de Santa Lucía (oro).[94]
  - La atleta en prueba de triple salto Thea LaFond, gana la primera medalla olímpica en la historia de Dominica (oro).[95]
  - El boxeador Daniel Varela de Pina gana la primera medalla olímpica en la historia de Cabo Verde (bronce).[96]
  - El luchador Chermen Valiev gana la primera medalla olímpica en la historia de Albania (bronce).[97]
  - La boxeadora Cindy Ngamba gana la primera medalla olímpica en la historia de los Atletas Refugiados (bronce)[98]
- Fútbol
  - Botafogo gana la primera Libertadores de su historia.[99] Del mismo modo, los equipos brasileños encadenan 6 títulos consecutivos en este torneo, récord en la competición.[100]
  - Bayer Leverkusen gana la primera Bundesliga de su historia.[101] Con esto dicho, también terminó una racha de 11 Ligas consecutivas del Bayern Múnich.
  - Jürgen Klopp abandona el Liverpool tras 8 temporadas.[102]
  - El Bayer Leverkusen rompe el récord del Benfica de 48 partidos invictos en el fútbol masculino de clubes europeo moderno.[103]
  - Kylian Mbappé abandona el Paris Saint-Germain tras 6 años en el club.[104]
  - Nacho Fernández Iglesias abandona el Real Madrid.[105]
  - Con la Champions ganada frente a Borussia Dortmund en la final 2-0 con Real Madrid, los jugadores Nacho Fernández Iglesias, Dani Carvajal, Toni Kroos y Luka Modrić igualan a Paco Gento como los más laureados en la mencionada competición con 6 trofeos.
  - Tras ganar 2-0 a Atalanta en la Supercopa de Europa, Real Madrid se convierte en el club con más Supercopas de Europa con 6.
  - España gana la Eurocopa por cuarta vez en su historia, convirtiéndose en la más laureada en dicho torneo.
  - Adicional al retiro de Kroos, İlkay Gündoğan, Thomas Müller y Manuel Neuer abandonan la Selección Alemana.[106]
  - El Real Madrid se corona como el primer campeón de la Copa Intercontinental de la FIFA, tras obtener el triunfo por 3-0 ante el Pachuca, en la final desarrollada en Lusail.[107]
- Tenis
  - Jannik Sinner: primer italiano en ganar el Australian Open.[108]
  - Caso de Dopaje de Jannik Sinner[109][110][111][112][113]
- UFC
  - Ilia Topuria se convierte en el primer español en ser campeón de la UFC, tras derrotar al australiano Alexander Volkanovski.[114] Meses después, logró retener el cinturón, derrotando por KO al estadounidense Max Holloway, convirtiéndose en el primer peleador que lo noquea.[115]
- Retiros
  - Marc Gasol: ganador de la NBA en 2019 con los Toronto Raptors; medallista de plata con España en Pekín 2008 y Londres 2012.[116]
  - Dominic Thiem; ganador del US Open 2020, 1 Masters 1000 y finalista en Australia 2020; y Roland Garros 2018 y 2019; ex-número 3 del mundo.[117]
  - Toni Kroos: campeón del mundo en Brasil 2014 y de 5 Ligas de Campeones, 6 Mundiales de Clubes y 33 títulos en total como jugador.[118]
  - Andy Murray: ex- número 1 del mundo, ganador de 3 Grand Slam, 2 Oros Olímpicos en individuales (récord absoluto), 1 Masters Cup, 14 Masters 1000 y 68 títulos ATP en total[119]
  - Angelique Kerber: ex-número 1 del mundo, ganadora de 3 de los 4 Grand Slam (Australian Open, Wimbledon, US Open), ganadora de 3 Grand Slam en total y de una medalla olímpica (plata en Río16)[120]
  - Mijaín López Núñez, luchador cubano ganador de oro olímpico durante 5 Juegos Olímpicos consecutivos, récord en una modalidad individual[121]
  - He Bingjiao, jugadora de bádminton china; medallista olímpica de plata[122]
  - Jesús Navas, campeón del mundo en Sudáfrica 2010 y ganador de 2 Eurocopas[123]
  - Raphaël Varane, futbolista francés ganador del Mundial en Rusia 2018, así como ganador de 4 Champions League[124]
  - Andrés Iniesta, campeón del mundo en Sudáfrica 2010 y ganador de 4 Champions League, así como del balón de plata en 2010 y 40 títulos como jugador.[125][126]
  - Rafael Nadal, ex-número 1 del mundo, ganador de 22 Grand Slam, 38 Masters 1000, 2 oros olímpicos, 92 títulos ATP, y los récords de 14 Roland Garros, 10 Masters de Roma, 11 Masters de Montecarlo, 5 Masters de Madrid[127]
  - Mikkel Hansen y Nikola Karabatic, dos de los mejores jugadores de la historia del balonmano, se retiraron tras los Juegos Olímpicos de París. Dos oros olímpicos y tres oros mundiales contemplan la carrera del danés, mientras que el francés ganó tres oros olímpicos y cuatro oros mundiales. Ambos recibieron el título a Jugador del Año de la IHF en tres ocasiones.[128]
  - Stine Bredal Oftedal, jugadora de balonmano noruega, que se retiró tras los Juegos Olímpicos de París. Logró en su carrera un oro olímpico (logrado precisamente en la capital francesa), tres oros mundiales y cinco oros europeos.[129]
  - Mark Cavendish, ciclista británico ganador de una medalla de plata olímpica y tres oros mundiales en ciclismo en pista, y un oro mundial en ciclismo en ruta. Con 35 etapas en su haber, es el ciclista con más victorias de etapa en el Tour de Francia al momento de su retirada.[130]
- Fallecimientos
  - Mário Zagallo; una de las mejores leyendas del fútbol muere a los 92 años de edad.[131]
  - Franz Beckenbauer; uno de los mejores futbolistas del siglo XX y campeón del mundo en Alemania 1974.[132]
  - César Luis Menotti, campeón como entrenador en Argentina 78.[133]
  - Sven-Göran Eriksson; entrenador sueco[134]
  - Johan Neeskens: exjugador neerlandés, ganador de varias Champions League e integrante de la Naranja Mecánica, finalista en los Mundiales de 1974 y 1978; jugador destacado del Ajax y de Barcelona[135]
  - Helmuth Duckadam: exfutbolista rumano, campeón de Europa en 1986 con el Steaua Bucarest y protagonista al ser el portero que detuvo dos penales en la tanda de la final frente al FC Barcelona.[136]
  - Hugo Sotil, exfutbolista peruano, uno de los mejores futbolistas de la historia del Perú, y mundialista en México 1970 y Argentina 1978.[137]
- Principales referencias:[138][139][140][141]

### 2025
- Fútbol
  - Luka Modrić abandona el Real Madrid tras 13 temporadas.[142]
  - Paris Saint-Germain ganó la primera Champions de su historia al vencer 5-0 a Inter en la final, convirtiéndose en la final con mayor diferencia de goles en la historia del torneo.[143]
  - El Real Oviedo asciende a Primera División de España tras 24 años de ausencia en la máxima categoría.[144]
- Baloncesto
  - Oklahoma City Thunder conquista su primer título de la NBA.[145]
- UFC
  - Ilia Topuria se convierte en el primer peleador español en ser doble campeón de la UFC, al noquear a Charles Oliveira, obteniendo el cinturón de campeón del peso ligero.[146]
- Retiros
  - Simona Halep: ex-número 1 del mundo, ganadora de 2 Grand Slam y la mejor jugadora nacida en 1991.[147]
  - Diego Schwartzman: ex-número 8 del mundo, finalista del Masters de Roma 2020 y mejor jugador por ránking nacido en 1992 junto a Jack Sock.[148]
  - Marcelo Vieira; ganador de Champions con Real Madrid entre otros títulos y de la Copa Libertadores con Fluminense, la primera de este último en su historia[149]
  - Fernando Verdasco: jugador con mejor ránking nacido en el año 1983 (7); ganador de 7 títulos ATP.[150]
  - Petra Kvitová: ganadora de Wimbledon en 2011 y 2014.[151]
- Fallecimientos
  - Denis Law: exfutbolista escocés, ganador del Balón de Oro en 1964[152]
  - Diogo Jota; futbolista portugués del Liverpool FC.[153]
  - Hulk Hogan: exluchador de la WWE.[154]

### 2026-2028
- 2026: se celebrarán los XXV Juegos Olímpicos de Invierno en Milán y Cortina d'Ampezzo, Italia será la primera vez que ambas ciudades de un solo país celebren unos Juegos Olímpicos de Invierno.
- 2026: se celebrará la Copa Mundial de Fútbol de 2026 por primera vez en 3 países: México, Estados Unidos y Canadá, siendo los tres norteamericanos; contará por primera vez con 48 naciones participantes.
- 2026: se celebrará la 11.ª edición de la Copa Mundial de Rugby.
- 2027: se celebrarán los XX Juegos Panamericanos en Lima, Perú.
- 2028: se celebrarán los XXXIV Juegos Olímpicos de Verano en Los Ángeles, Estados Unidos.

## Eclipses

#### Eclipses de sol
- Eclipse anular de sol del 21 de junio de 2020.
- Eclipse total de sol del 14 de diciembre de 2020.
- Eclipse anular de sol del 10 de junio de 2021.
- Eclipse total de sol del 4 de diciembre de 2021.
- Eclipse parcial de sol del 30 de abril de 2022.
- Eclipse parcial de sol del 25 de octubre de 2022.
- Eclipse total/anular de sol del 20 de abril de 2023.
- Eclipse anular de sol del 14 de octubre de 2023.
- Eclipse total de sol del 8 de abril de 2024.
- Eclipse total de sol del 12 de agosto de 2026.

#### Eclipses de luna
- Eclipse penumbral de luna del 10 de enero de 2020.
- Eclipse penumbral de luna del 5 de junio de 2020.
- Eclipse penumbral de luna del 5 de julio de 2020.
- Eclipse penumbral de luna del 30 de noviembre de 2020.
- Eclipse total de luna del 26 de mayo de 2021.
- Eclipse parcial de luna del 19 de noviembre de 2021.
- Eclipse total de luna del 16 de mayo de 2022.
- Eclipse total de luna del 8 de noviembre de 2022.
- Eclipse penumbral de luna del 5 de mayo de 2023.
- Eclipse parcial de luna del 28 de octubre de 2023.
- Eclipse penumbral de luna del 25 de marzo de 2024.
- Eclipse total de luna del 14 de marzo de 2025.